# Thomas Mann und das Judentum

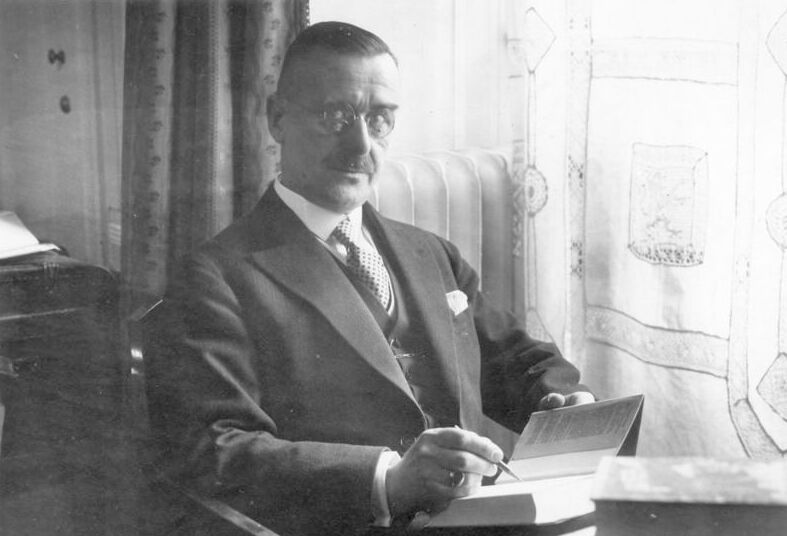
Thomas Mann im Hotel Adlon, 1929

Das Verhältnis Thomas Manns zum Judentum ist ein Thema der Literaturwissenschaft.
Während der Zeit des Nationalsozialismus spielte Thomas Mann eine bedeutende Rolle als politisch engagierter Autor im Exil. Er bezeichnete sich selbst mehrfach als Philosemiten, kämpfte für die Anerkennung der diskriminierten jüdischen Minderheit und hatte Umgang mit etlichen jüdischen Intellektuellen, die er sehr schätzte; auch sein Verleger Samuel Fischer, vor allem aber seine Ehefrau Katia waren jüdischer Herkunft.
Seine Einstellung war indes ambivalent und nicht ohne gewisse Vorbehalte. Sie war zudem von Fehden beeinflusst, die er mit Alfred Kerr und Theodor Lessing hatte. Bei aller Hochschätzung vor allem der geistigen Leistungen des Judentums kommen nach Ansicht einiger Forscher diffuse antijüdische Akzente und Dispositionen zum Vorschein, die vor allem in seinen frühen und mittleren Schaffensjahren zu beobachten sind.
Auf der anderen Seite spielte gerade das Judentum in seinem Erzählwerk wie in der Essayistik eine bestimmende Rolle. Während er die Charaktere nach den jeweiligen Anforderungen der Werke gestaltete, lässt sich in den Essays eine Entwicklung verzeichnen, die von gewissen Klischees und Vorurteilen sowie selbst Beiträgen für die antisemitische Zeitschrift Das zwanzigste Jahrhundert bis zur Absage an das nationalsozialistische Deutschland reichen. Von nun an rückte er die Bekämpfung des Antisemitismus unter die „Fundamente der abendländischen Gesittung“ und stellte sie in den Mittelpunkt seiner von Ernst und Pathos getragenen Veröffentlichungen.

## Hintergrund

### Ambivalenz
Die ambivalente Einstellung Thomas Manns zum Judentum ist nach wie vor im Blickfeld der Literaturwissenschaft, wobei sich deren Schwerpunkte hierzu seit etwa 1980 verschoben haben.
Nachdem die historische Forschung wie die mediale Bearbeitung allmählich die Dimension des Holocaust erfasst und diesen überwiegend als welthistorisches Schlüsselereignis bewertet hatten, ergaben sich neue Ansätze für die Rezeption.
Im Laufe der Zeit rückte die Opferseite zunehmend in den Mittelpunkt des Interesses, was für die Bundesrepublik auch mit der Aufnahme der Fernsehserie Holocaust – Die Geschichte der Familie Weiss zusammenhängt, ein Ereignis mit großer Resonanz.
Schrittweise erblickte die Wissenschaft in der Identität ein zentrales Problem Thomas Manns, das die Bereiche Sprache und Politik, Sexualität und Psychologie berührte. Hierbei ließ sich beobachten, dass der Autor beschädigte Identitäten heilen wollte, dabei aber immer ambivalent blieb, was sich auf das von ihm behandelte Thema Judentum auswirkte. Einerseits bieten sich jüdische Figuren als Projektionsflächen für den Außenseiter an, andererseits bedrohen sie seinen Selbstentwurf.
Die Forschung begreift Werk und Person des Dichters zudem immer mehr als ein Element der deutschen Moderne, in der sich förderliche wie verderbliche Tendenzen der Zeit versammeln.
Viele Widersprüche wurzeln im Persönlichen und legen psychologische Interpretationen nahe, die sich mit dem Selbstbild des Künstlers befassen. So lassen sich gängige antijüdische Versatzstücke bei der Zeichnung der Figuren von den Anfängen bis zu den reifen Werken finden. So ist die Rolle der Hagenströms aus dem ersten Roman Buddenbrooks in den Sündenbock-Mechanismus eingebunden, die Schuld für den Abstieg der traditionsreichen Familie der jüdischen Konkurrenz zu geben. Will Hermann Hagenström sich vergeblich einen Kuss Tonys mit einer Zitronensemmel erkaufen, bietet Saul Fitelberg aus dem Spätwerk Doktor Faustus dem Tonsetzer Adrian Leverkühn an, seine Kunst zu vermarkten. Demgegenüber verweisen andere Autoren auf erzähltechnische Überlegungen Thomas Manns, stereotype Zeichnungen bewusst zu wählen und dabei auch auf andere Klischees zurückzugreifen, um seine Figuren mit den häufig sprechenden Namen möglichst plastisch zu schildern. Trotz unterschiedlicher Einschätzungen von Teilaspekten gehen viele Autoren davon aus, dass Mann die „jüdische Frage“ projektionsartig vor allem bei sich selbst ausgetragen hat. Viele Seiten, die er an sich selbst nicht mochte, lehnte er bei Juden ab, seine Kritik traf ihn somit häufig selbst.

### Die Lösung der Judenfrage

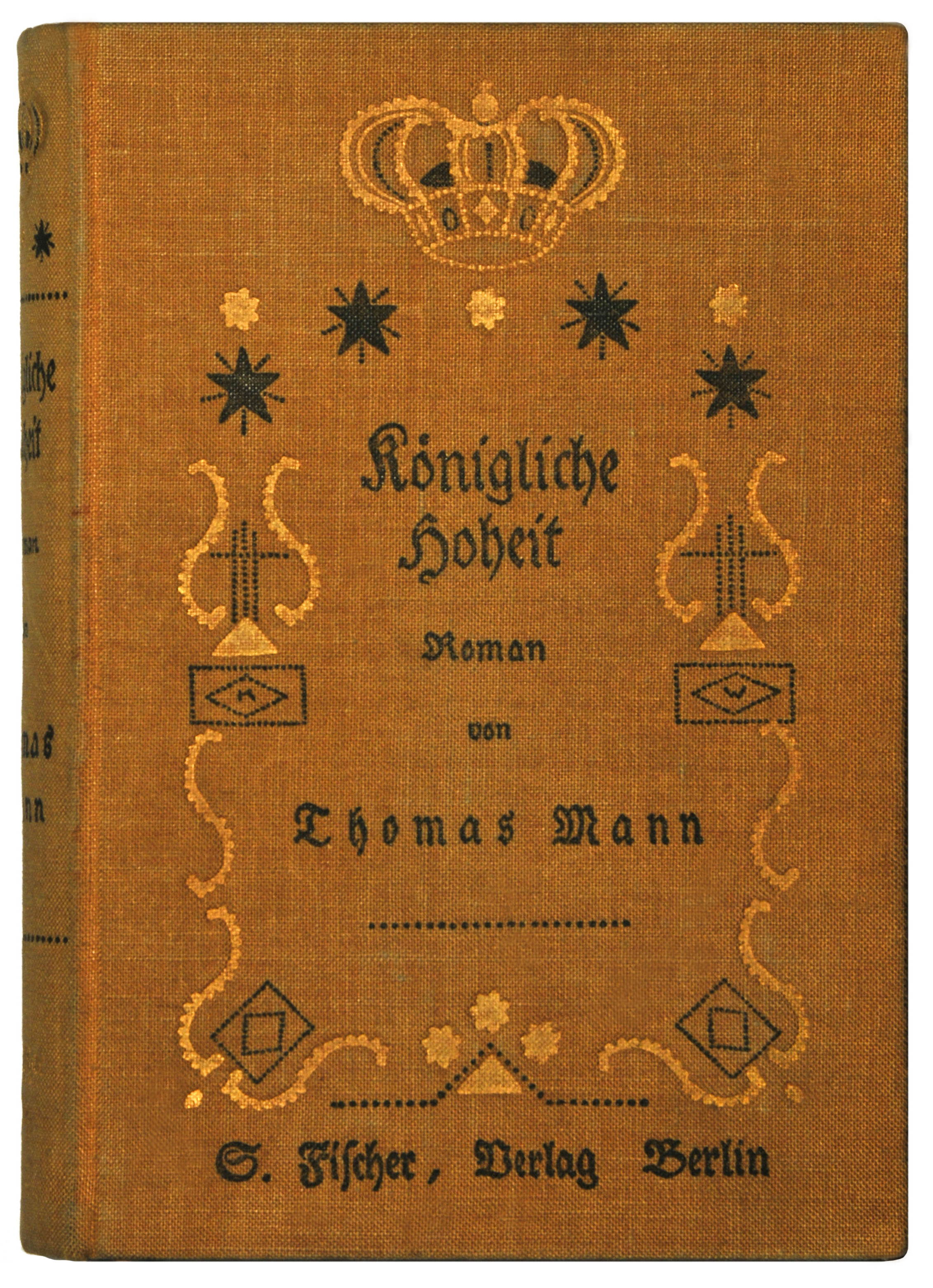
Königliche Hoheit, Verlagseinband der Erstausgabe 1909

Vor allem der frühe und kurze Essay mit dem missverständlichen, heute unmöglichen Titel Die Lösung der Judenfrage ist mit seinen Stereotypen trotz aller Zeitgebundenheit problematisch und nach wie vor im Blickfeld der Forschung. Heinrich Detering etwa weist auf Spannungsverhältnisse und Widersprüche hin. Thomas Mann habe sich zunächst zwar als Philosemit bezeichnet und den von „Zionisten der strengen Observanz“ geforderten „Exodus“ wegen des für Europa „unentbehrlichen [...] Kultur-Stimulus“ als größtes Unglück charakterisiert, das dem Kontinent zustoßen könne.
Wenige Zeilen später aber, so Detering, widerspricht Thomas Mann dem kategorisch Erklärten, während seine Worte unmerklich ins Feindselige abgleiten. Wie selbstverständlich etwa spreche er von den „entarteten und im Ghetto verelendetsten Rasse(n)“. Das „Ghetto“ sitze „den Juden heute noch … zutiefst in der Seele“. Indem der Autor gönnerhaft einschränke, „der Jude“ müsse keine „krummen Beine und rote mauschelnde Hände behalte(n)“, bestärke er genau die Auffassungen, die er vorher habe entkräften wollen.
Die Diskrepanz zwischen philosemitischer Zurückweisung des Klischees und seiner tatsächlich antisemitischen Wiederholung dürfe nicht vorschnell relativiert werden, etwa mit dem häufig vorgebrachten Hinweis auf Interpretationsunterschiede vor und nach der Zeit des Nationalsozialismus.
Wegen der Widersprüche zwischen philo- und antisemitischer Deutung hinterfragte Detering das Verfahren, die Texte Thomas Manns nach einschlägigen Belegstellen abzusuchen und unter dem Gesichtspunkt des Anti- oder Philosemitismus zu befragen. Aufschlussreich ist für ihn in diesem Zusammenhang, wie Dr. Sammet, der jüdische Arzt aus dem Roman Königliche Hoheit, auf die Frage nach seinem Judentum und möglichen, daraus folgenden Hindernissen für sein Leben reagiert. Er betont, wie das „Außenseitertum“ kein Hindernis sei, sondern gegenüber der „regelrechte(n) und darum bequemen Mehrzahl“ gerade eine „Veranlassung mehr zu ungewöhnlichen Leistungen“ darstelle, eine Antwort, die inhaltlich dem Essay entspricht, in dem Mann sie als eigene Überzeugung formuliert hatte. Stigmatisierung und Auszeichnung derer, die das „Pathos der Ausnahme im Herzen“ trügen, stehen somit in einem besonderen Verhältnis.
Dass eine jüdische Figur die „Judenfrage“ so beantwortet, wie der dezidiert nicht als Jude schreibende Verfasser eines Essays, zeigt, wie dessen Selbstbild vom besonderen, „lebensuntüchtigen“ Außenseiter zu einer zweideutigen Identifikation mit dem Judentum führen kann.
Hermann Kurzke hingegen widerspricht der Argumentation, philosemitische Wendungen Thomas Manns – etwa in dem Essay – als verdrängten Antisemitismus zu deuten. Diese psychologische Interpretation wäre allenfalls dann stimmig, wenn Antisemitismus damals nicht „öffentlichkeitsfähig“ gewesen wäre oder man den Schriftsteller in die heutige Zeit versetzte. In jener Phase aber sei die Unterdrückung etwaiger Impulse nicht nötig gewesen, da offen bekundeter Antisemitismus nicht geächtet gewesen sei. Derlei Bekundungen hätten ihm „der im Ruch des Intellektualismus und Internationalismus stand, dem deutschen Durchschnitt“ eher nähergebracht. Während unterdrückte Homoerotik an zahlreichen Stellen seines Werkes, seinen Tagebuchaufzeichnungen und dem autobiographischen Subtext zu finden sei, bleibe eine entsprechende Suche hier ergebnislos.

## Beiträge für die ZeitschriftDas zwanzigste Jahrhundert

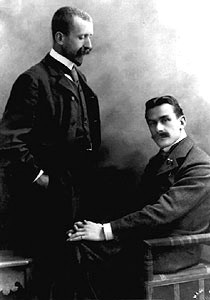
Heinrich und Thomas Mann um 1902

Wie sein Bruder Heinrich verfasste auch Thomas Beiträge für die Zeitschrift Das zwanzigste Jahrhundert. Zwar sind diese nicht von der aggressiven antisemitischen Rhetorik bestimmt, die bei seinem Bruder auffällt; die Rezension der „Ostmarkklänge“, einer Gedichtsammlung des völkischen Lyrikers Theodor Hutter, zeigt nach Auffassung Rolf Thiedes indes gewisse antisemitische Dispositionen, selbst wenn diese nur zitatweise zum Vorschein kommen. Statt aus den Kommentierungen könne man dies dem Vorzug derjenigen Gedichte entnehmen, die Thomas Mann als besprechenswert einstufte.
Heinrich Mann hatte von Juden als „winzige[r] Clique einer neuen Aristokratie von Emporkömmlingen“ gesprochen, die sich allenthalben der Führung bemächtigt hätten. Der Antisemitismus sei eine „tiefe und mächtige Volksbewegung“, mit der die Entartung des Kapitalismus und Liberalismus schlagartig kuriert und der Niedergang des Mittelstandes aufgehalten werden könne. Die Juden würden nicht wegen ihrer Religion oder ihres Volkstums verfolgt, sondern „weil sie die verkörperte Verneinung von beidem“ seien, der „sichtbarste Beweis dessen, was zerstört und niedrig macht“.
Nun habe sich, so Stefan Breuer, Thomas Mann davon nicht distanziert und seinem Jugendfreund Otto Grautoff geschrieben, wie „feuereifrig“ er seinem Bruder helfe, das Blatt zu redigieren. Doch könne man anerkennen, dass sein Ton deutlich moderater gewesen sei. Zwar bekunde er gewisse antijüdische Stereotype, trage diese allerdings längst nicht so gewaltsam vor wie sein Bruder.
Seine auch zur Schau getragene Überzeugung von der Überlegenheit der deutschen Kultur in Europa sei zwar deutschnational, bleibe aber unterhalb der Exaltationen, die sich sonst in dem Blatt finden ließen.
Die antijüdischen Tendenzen in Thomas Manns Frühphase hätten sich teils aus seiner psychologischen Verfassung, teils aus der Prägung durch ein stadtbürgerliches Milieu ergeben. Dieser Hintergrund sei seit den napoleonischen Kriegen durch ein hohes Maß an Diskriminierungsbereitschaft gekennzeichnet gewesen. Von Antisemitismus könne – nach Reinhard Rürup und Johannes Heil – bei der schlichten Bündelung antijüdischer Stereotype noch nicht gesprochen werden, sondern erst dann, wenn diese zu einer Doktrin und postreligiösen Weltanschauung ausgestaltet würden, mit der die nicht verstandenen Tendenzen der bürgerlichen Gesellschaft modellartig erklärt werden sollten.

## Konflikt mit Theodor Lessing

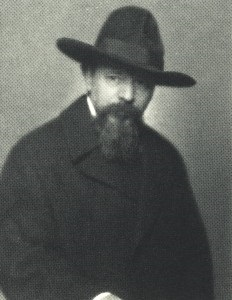
Theodor Lessing zwischen 1925 und 1930 auf einer Fotografie von Nicola Perscheid

Da einige der problematischen Vorbehalte in Thomas Manns Biographie verankert sind, ist der Blick auf den Konflikt mit Theodor Lessing sinnvoll. Hierbei wird deutlich, dass seine Ambivalenz im Persönlichen wurzelt und er Auseinandersetzungen auf die wahrgenommene Andersartigkeit zurückführt, was auch für seine positiven Erfahrungen gilt.
Auf eine Satire des Autors mit dem Titel „Samuel zieht Bilanz“, die sich gegen Samuel Lublinski gerichtet und diesen als „fettiges Synagöglein“ geschildert hatte, reagierte Thomas Mann mit einem ungewöhnlich scharfen und persönlichen Essay: „Der Doktor Lessing“. Mann, der sich Lublinski verpflichtet fühlte, warf dem Autor nicht nur vor, eine stümperhafte Imitation Heines versucht zu haben, sondern den Kritisierten mit unlauteren Mitteln diskreditieren zu wollen. Würde man die Techniken „einem Dämon an Bosheit und Sprachkunst mit widerwilligem Entzücken verzeihen“, handhabe Lessing sie in seinem Machwerk „mit einer Dreistigkeit“, die in einem Missverhältnis zu seinem Vermögen stehe. Könne man über seine Talentlosigkeit bedauernd hinwegsehen, fordere seine Impertinenz zu öffentlichem Widerspruch auf. Das von mangelnder Sachkenntnis und Selbstüberschätzung zeugende Pamphlet zeichne ein verleumderisches Zerrbild, das Lublinski verhöhne.
Indem Thomas Mann sich für Lublinski einsetzte, verteidigte er indes nicht nur einen ihm gewogenen Kritiker, sondern auch einen galizischen, um Assimilation bemühten Juden gegen eine antisemitische Provokation, die ebenfalls von jüdischer Seite kam. Mit der doppelten Karikatur als „Talmud-Gebürtchen“ und „deutsches Literaturfontänchen“ erinnerte Lessing Lublinski aggressiv an seine Herkunft und das, was Lessing für „seine wahre Natur“ hielt.
Allerdings bediente sich Thomas Mann, der dem „unverschämten Zwerg …gebührend übers Maul zu fahren“ gedachte, bei seiner Reaktion selbst gewisser antisemitischer Wendungen.
Nachdem Thomas Mann ein von Lessing angebotenes Duell nicht angenommen hatte, veröffentlichte dieser etliche polemische Artikel „wider Thomas Mann“, die teilweise im Privatdruck erschienen. Hier spielte er auf die „Männerweiblichkeit“ Thomas Manns an, apostrophierte ihn als „femininen, dekadenten Patriziersohn“ und machte sich über dessen „gediegene Prosa“ lustig.
Der so Angegriffene erwog, eine Novelle mit dem Titel Ein Elender zu verfassen, deren Hauptfigur wesentliche Züge Lessings und Alfred Kerrs tragen sollte, ein Projekt, das nicht verwirklicht wurde, als Titel allerdings in Manns Novelle Der Tod in Venedig eine Rolle spielte. Die Konflikte mit Lessing verarbeitete Thomas Mann auch in seiner Polemik gegen die „Zivilisationsliteraten“ in den Betrachtungen eines Unpolitischen.
In einer Tagebucheintragung vom 5. November 1918 bezeichnete er „die Juden Kerr und Lessing“ als seine „geborenen Feinde“ und „Verächtlichmacher“ seiner Existenz. Dass Lessing gegen den Reichspräsidenten Paul von Hindenburg und die geheime Aufrüstung der Reichswehr polemisierte und dafür später mit dem Leben bezahlte, stimmte Thomas Mann nicht milder. Nachdem Lessing im Sommer 1933 von nationalsozialistischen Schergen ermordet worden war, reagierte Mann mit einer kalten und eitlen Tagebuchnotiz: Es grause ihm vor diesem Ende, aber nicht „weil es das Ende, sondern weil es so elend ist und einem Lessing anstehen mag, aber nicht mir“. In einer weiteren Tagebucheintragung vom 15. Juli 1934 schrieb er den Juden „an den geistigen Dingen“, die sich in dem politischen System „fratzenhaft“ ausdrückten, einen starken Anteil zu. Sie seien „zum guten Teil als Wegbereiter der antiliberalen Wendung zu betrachten“.

## Kampf gegen den Antisemitismus und Nationalsozialismus
Während der Zeit des Nationalsozialismus galt Thomas Mann als bekanntester Vertreter der deutschen Literatur und rückte den Kampf gegen den Antisemitismus in den Mittelpunkt seines politisch-publizistischen Wirkens.
Sei der „Faschismus der Sozialismus der dummen Leute“, so der „Antisemitismus der Aristokratismus des Pöbels“. Der Aristokratismus des Geistes hingegen sei eine Notwendigkeit und rechtmäßiger als das „armselige Vornehmheitsbedürfnis“, das sich unter anderem im Antisemitismus äußere. Der sei ein „Zubehör und Losungwort aller trüben, wirren und mit viel Bestialität vermischten Massenmenschlichkeit und Massenmystik“.
Weitere mahnende Aufsätze, die vor dem Hintergrund der nationalsozialistischen Judenverfolgung an Dramatik gewinnen, sind „Rettet die Juden Europas“ und „Ein beharrlich Volk“. In dieser späten Abhandlung versucht Mann sich an einer Gesamtbewertung des jüdischen Nationalcharakters. Goethe als Gewährsmann zitierend, spricht er von den Juden als selbständigem, tapferem und zähem Volk.
Um zu verdeutlichen, dass sich „das jüdische Volk“ durch „besondere Gaben“ (für die Medizin und Musik) auszeichnet, erwähnte er Paul Ehrlich und August von Wassermann sowie Yehudi Menuhin und Vladimir Horowitz, Jascha Heifetz und den „glückhaften Virtuosen“ Arthur Rubinstein; daneben den „größten theoretischen Physiker unserer Epoche: Albert Einstein“. Kein menschliches Wesen, „das im Reiche des Geistes zu Hause war“, könne je Antisemit sein.

### Thomas Mann und die Politik
Manns Verhältnis zur Politik war kein einfaches, so dass er sich nur mit Vorbehalten in die politische Arena begab. Im Gegensatz zu anderen Zeitgenossen hatte er – noch nicht gänzlich gelöst von den Gedanken der Konservativen Revolution – die politische Gefahr des Nationalsozialismus heraufziehen sehen und dessen komplexe Ursachen in etlichen Schriften zu analysieren versucht. In seinem 1915 bis 1918 parallel zum Roman Der Zauberberg entstandenen Buch Betrachtungen eines Unpolitischen nahm er positiv zu Deutschlands Beteiligung am Ersten Weltkrieg Stellung und reflektierte das Verhältnis von Politik und Ästhetizismus.
In seinem Essay Goethe und Tolstoi, ein Werk, das die geistige Nähe zu den Betrachtungen eines Unpolitischen erkennen lässt, beschrieb er das Wesen der Bewegung als „völkisches Heidentum“ und „romantische Barbarei“, mit Begriffen also, die sich in seiner späteren Rede Deutschland und die Deutschen wiederfinden lassen. Sie sei romantisch, weil sie die verlorene Irrationalität suche, und barbarisch, weil sie den Entwicklungsstand des Geistes hintergehe und gewalttätig auf die Wiederkehr des Mythos hinauslaufe. Der „Hakenkreuz-Unfug“, wie er in seinem Essay Zur jüdischen Frage ausführte, sei ein Moment der kulturellen Reaktion.
In Deutschland und die Demokratie ging er auf die traumatische Niederlage des Ersten Weltkriegs ebenso ein wie auf die Dolchstoßlegende und die Kriegsschuldthese des Versailler Vertrages, Elemente, die mitverantwortlich seien für die Welle des politischen Irrationalismus, die über Deutschland hereinbreche und in steigendem Maße das politische Bewusstsein vieler Deutscher benebele. Nach anfänglichem Lob für Oswald Spengler, dessen stilistische Gaben er durchaus schätzte, wandte er sich in seinem Essay Über die Lehre Spenglers gegen ihn und verwarf die Tendenz seines Werkes Der Untergang des Abendlandes.

### Nach 1933
Nach der „Machtergreifung“ der Nationalsozialisten dachte Thomas Mann zunächst nicht an eine sofortige Emigration. Nachdem er am 10. Februar 1933 im Auditorium maximum der Universität München seine große Rede Leiden und Größe Richard Wagners gehalten hatte, kam es zu gezielten „Protest(en) der Richard-Wagner-Stadt München“, ein Schutzhaftbefehl wurde erlassen. Der Protest wurde am 16./17 April in den Münchner Neuesten Nachrichten veröffentlicht und war unter anderem von Richard Strauss, Hans Pfitzner und German Bestelmeyer unterzeichnet.
Thomas Mann habe das „Unglück erlitten“, seine frühere „nationale Gesinnung“ einzubüßen und mache nun „im Ausland als Vertreter des deutschen Geistes von sich reden.“
Der kosmopolitisch gesinnte Autor, nach der NS-Terminologie „jüdisch versippt“, sei politisch unzuverlässig und habe nicht das Recht, „wertbeständige(r) deutsche(r) Geistesriesen“ zu kritisieren.
So kehrte Thomas Mann nach einer Vortragsreise nicht nach Deutschland zurück und blieb zunächst in der Schweiz.
Unter dem Eindruck dieser neuen Erfahrungen und dem Einfluss seiner Tochter Erika rang er sich 1936 verhältnismäßig spät zu einer eindeutigen Position durch und verurteilte das Regime in unterschiedlichen Schriften. Er verwarf den Nationalsozialismus unter Verwendung theologischer Begriffe als das absolut Böse und schlechthin Widersinnige.
Vor allem in den rhetorisch brillanten Ansprachen Deutsche Hörer! wandte er sich von 1940 bis 1945 leidenschaftlich an das deutsche Publikum, um es vor den verworfenen Mächten zu warnen, denen es ausgeliefert sei. Hier sprach er auch die Eskalationsstufen des Holocaust an. Seine Stimme war für ihn die „eines Deutschlands, das der Welt ein anderes Gesicht zeigte und wieder zeigen wird, als die scheußliche Medusenmaske, die der Hitlerismus ihm aufgeprägt hat“.

## Darstellung der jüdischen Welt

### Der Ursprung der Menschheit

Joseph, der Ernährer, Verlagsumschlag (Hugo Steiner-Prag) des Erstdrucks 1943

In seinem großen Roman-Zyklus Joseph und seine Brüder und der Erzählung Das Gesetz entwarf Thomas Mann die Entstehungsgeschichte der jüdischen Religion und Geschichte.
Dass sich die Entstehungszeit des großen Romanwerks zwischen 1926 und 1942 hinzog, ist nicht nur mit dem schwierigen Emigrantenschicksal und der Arbeit am Goethe-Roman Lotte in Weimar zu erklären, den der Autor zwischen den dritten und letzten Band einschob, sondern aus einer Veränderung und Vertiefung seiner Intentionen, die mit dem Schritt vom „Bürgerlich-Individuellen zum Mythisch-Typischen“ zusammenhängen, um die Brunnentiefe der Zeit mit dem Senkblei auszuloten und die Ursprünge zu suchen, bei denen „der Mythos zu Hause ist und die Urnormen, Urformen des Lebens gründet“ wie er in seinem beziehungsreichen Vortrag Freud und die Zukunft erklärte.
Schon im Zauberberg hatte sich die Schwäche Hans Castorps für die Chaldäer gezeigt. Das Geheimnis des Menschen und seiner Anfänge, um den auch sein Schneetraum vom homo dei kreist, beschäftigte den Autor weiter. Das bleibende Interesse für das Archaisch-Urtümliche führte ihn auf den Weg zurück bis zur frühen Kindheitsgeschichte der Menschheit und Quelle der abendländischen Kultur und Zivilisation.
Wie Thomas Mann selbst schrieb, lag zwischen dem Abschluss des Zauberbergs 1924 in München und „dem Tage, an dem ich den Mut fand, den ersten Satz der Höllenfahrt genannten Ouvertüre […] ‚Tief ist der Brunnen der Vergangenheit‘ niederzuschreiben“, seine Erzählung Unordnung und frühes Leid.

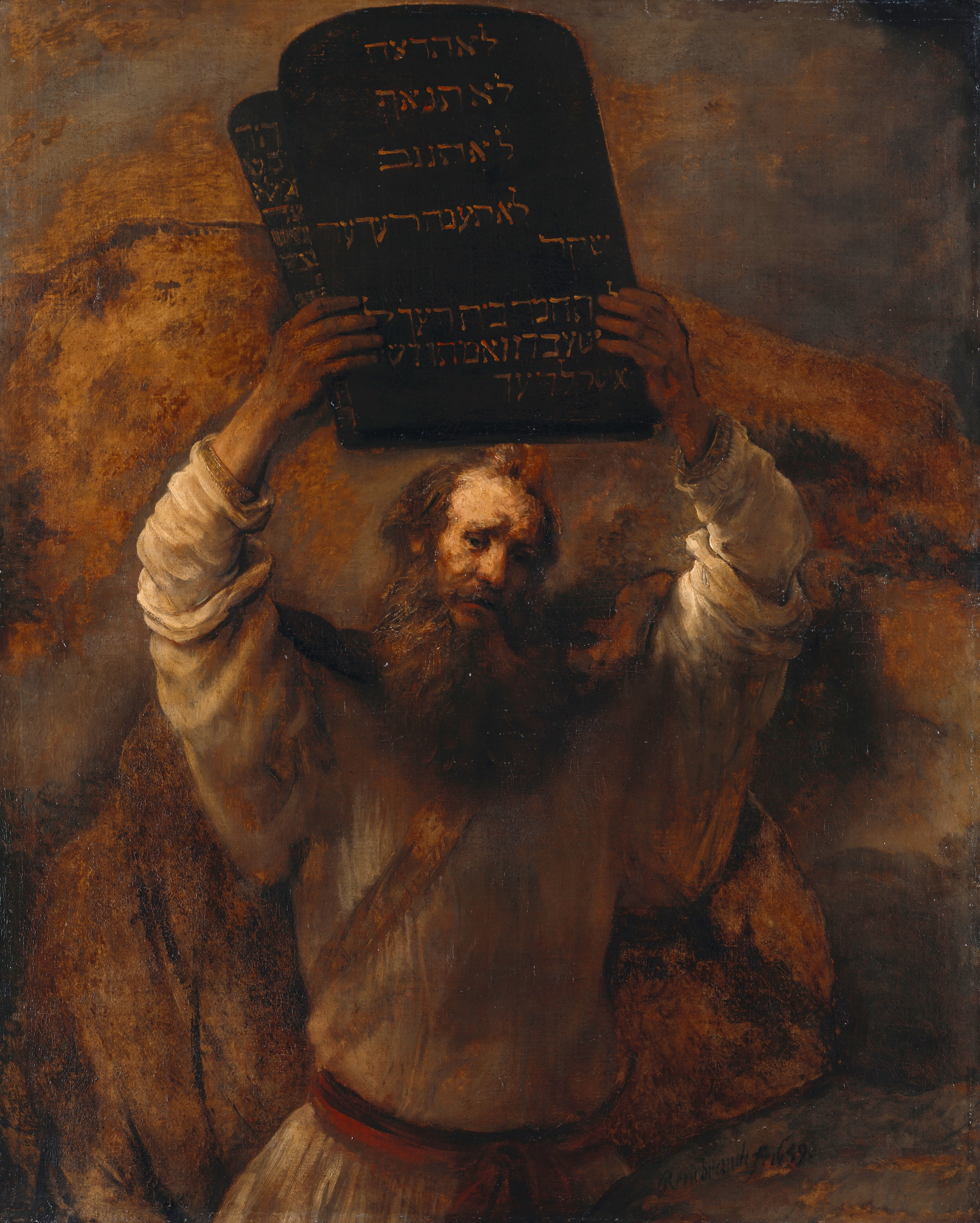
Moses zerschmettert die Gesetzestafeln von Rembrandt van Rijn (1659)

Die alte biblische Saga von Joseph aus dem 1. Buch Mose, von der schon Goethe in seiner Schrift Dichtung und Wahrheit geschrieben hatte, sie sei „höchst anmutig“, erscheine aber zu kurz, so dass man „sich berufen [fühle], sie ins einzelne auszumalen“, fungiert zunächst als Modell einer ursprünglichen Menschheit, auf die sich die in einem kulturellen Unbehagen befindliche westliche Welt stützt. Seit längerer Zeit schon hatte sich Thomas Mann mit der von Goethe ausgehenden Anregung beschäftigt und überlegt, wie er sie produktiv umsetzen könnte. Der immer tiefer dringende Blick in den Brunnen der Vergangenheit will sich seiner selbst und der Ursprünge vergewissern und somit nicht (eskapistisch) der Gegenwart entrinnen, sondern unmittelbar auf ein Zeitbedürfnis reagieren. Der Autor ging mit dem alttestamentlichen und talmudischen Quellenmaterial recht frei um, wollte er letztlich doch am Beispiel der Entwicklung des Volkes Israel den Werdegang der Humanität exemplarisch vor Augen führen. So erweiterte er die legendäre Joseph-Geschichte nicht nur durch illusionistische Fabulierkünste und erzählerische Phantasie, sondern durchsetzte sie mit etlichen essayistischen, mythenvergleichenden und religionsgeschichtlichen Ergänzungen. Die erzähltechnische Genauigkeit sowie der wissenschaftliche Schein bedingen dabei die ironisch-humoristische Grundlage, ist doch das „Wissenschaftliche, angewandt auf das ganz Unwissenschaftliche und Märchenhafte, pure Ironie“, wie es im Roman selbst heißt.
So lehnte er denn auch eine religiöse Interpretation des Romans ab und erklärte, es handele sich um keinen „Juden-Roman“, sondern um „ein heiter-ernstes Lied vom Menschen“, auch wenn gerade dieses Werk zeigt, wie intensiv er sich mit der jüdischen Welt und Kultur beschäftigt hatte. Er zeigt die langsame Entwicklung von der Gottessuche und Gottgestaltung der Erzväter, bis sich auch bei Joseph – wie schon bei seinem Vater Jaakob angedeutet – das unwandelbar Mythische verliert und er im Dienste an der Menschheit aufgeht, eine Entwicklung, auf die auch der Titel des letzten Bandes Joseph der Ernährer hinweist. Trotz seiner erzählerischen Freiheiten und des gewohnt kritisch-humoristischen Blicks verlor er nicht das Verdienst Israels aus den Augen, den Monotheismus mitgeschaffen und verbreitet zu haben.
Dieser spielt auch in seiner Erzählung Das Gesetz eine zentrale Rolle, bei der sich eine ähnliche Vorgehensweise des Autors zeigt. Hier schildert er den Werdegang Mose von seiner „unordentlichen Geburt“ bis zur Gesetzgebung am Sinai auf eine Weise, die von der Darstellung im Tanach und der Tradition abweicht. Die jüdische Welt wird hierbei säkularisiert und entmythisiert, indem Thomas Mann sich bei der Schilderung bestimmter Eigentümlichkeiten des Gesetzes-Verkündigers und seiner Anhänger immer wieder eines ironisch-wohlwollenden und anachronisierenden Stils bedient. Der Autor selbst charakterisierte seine Erzählung als eine „gegen das Nazitum gerichtete Verteidigung menschlicher Gesittung“.

### Beweggründe
Der lange Entstehungsprozess des Joseph-Zyklus führte naturgemäß dazu, dass aktuelle Entwicklungen der Zeitgeschichte die ursprüngliche Romankonzeption verändern konnten. Die Jahre 1924 bis 1929, die für die Entstehung des Zyklus bedeutsam waren, fallen zwar in eine Phase relativer Stabilität der Weimarer Republik, sind aber auch durch ein Anwachsen judenfeindlicher Publikationen geprägt.
Hierzu zählen die Machwerke des Hammer-Verlages von Theodor Fritsch, so die Übersetzung des antisemitischen Pamphlets der Protokolle der Weisen von Zion, einer Schrift, die das Denken zahlreicher Verschwörungstheoretiker beeinflusst hat. Dies und die Umtriebe des Deutschvölkischen Schutz- und Trutzbundes lösten indes keinen Skandal aus, sondern führten eher zu einem Gewöhnungseffekt und der Neigung, das drohende Unheil zu bagatellisieren.

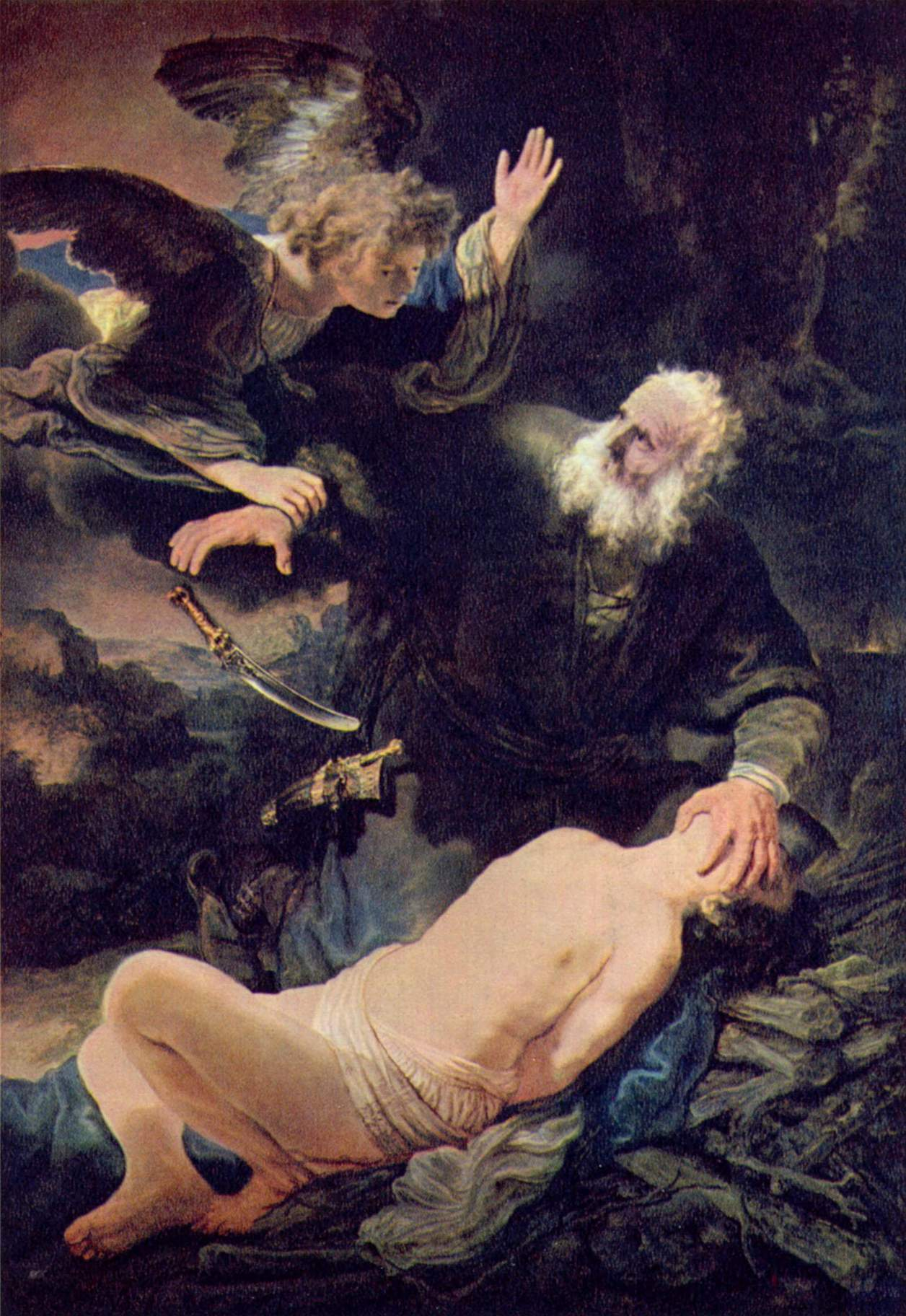
Abraham auf dem Gemälde Der Engel verhindert die Opferung Isaaks von Rembrandt

Der sichtbare, ja grassierende Antisemitismus war nach Angabe Thomas Manns für die Wahl des Romanstoffes nicht ausschlaggebend. Seine lange Scheu, sich mit dem Thema zu befassen, wird verständlicher, wenn die Peinlichkeiten und Probleme bedacht werden, die mit der skandalumwitterten Erzählung Wälsungenblut zusammenhängen.
Bei einer Konferenz über den Antisemitismus 1937 erklärte er, dass er mit seinem Zyklus nicht gegen bestimmte Tendenzen der Zeit aufbegehren und demonstrieren oder „eine Apologie des Judentums gegen den Antisemitismus“ formulieren wollte. Allerdings habe er nichts gegen die gegnerische Rolle, in die das Werk „durch die Entwicklung der äußeren Dinge hineingeraten“ sei. Dies sei ihm „sogar sehr lieb und willkommen“. Allerdings war diese Bedeutung dem Buch ursprünglich nicht zugedacht, das nicht ein „Juden-Epos, sondern ein Menschheits-Epos“ sein sollte.
Thomas Mann ging auch in dieser Zeit von Unterschieden und spezifischen Eigenschaften bestimmter Völker und Menschenarten aus und arbeitete mit Denkmustern, die er mit ästhetischem Vergnügen auf seine Umgebung übertrug, als erhalte die Welt erst durch diese Sichtweise ihre charakteristische Farbigkeit. Diese Neigung erhöhte sein seit langem bestehendes Interesse für das „Phänomen des jüdischen Mitmenschen“, wie er es 1921 formulierte.
Schon den Knaben hatte die Aura des Seltsam-Geheimnisvollen, Poetischen und Biblischen angesprochen und seine Einbildungskraft beflügelt. Die Juden waren ihm Pilger durch Raum und Zeit, Boten alter Überlieferungen, welche die Ewige Wiederkehr im ständigen Wechsel verkörperten. Sie ermöglichten dem Schriftsteller, vom Individuellen ins Mythisch-Bleibende vorzustoßen. Im Vorspiel des ersten Bandes seines Joseph-Romans stellt er dar, wie Gott selbst sich „für die blutvoll-fleischliche Existenz als göttlicher Volksleib“ auf die Erde begibt, um dort Welt- und Stammesgott zu werden. Das jüdische Volk und vor allem dessen Sprössling Joseph treten dabei wie eine Art Faust in Erscheinung. Die geistige Unruhe, das Ringen und ständige Suchen der Hebräer dokumentieren den Weg des Geistes durch die Geschichte und zeigen, wie die Menschheit in ihren Ursprüngen entsteht und Religion sowie Moral herausbildet.

### Oskar Goldberg
An zahlreichen Stellen des Romans rezipiert Thomas Mann den jüdischen Religionsphilosophen Oskar Goldberg, dessen Werk vor allem durch die Bearbeitung und Bezugnahme in den Joseph-Romanen und dem Doktor Faustus bekannt geworden ist.
Die Haltung Thomas Manns gegenüber Goldberg blieb bis zum Abschluss des Zeitromans ablehnend, auch wenn er ihm zahlreiche Anregungen für sein Werk zu verdanken hat. Seine Goldberg-Karikatur in der Figur Breisachers trug nach Auffassung Manfred Voigts zur negativen Einschätzung des Religionswissenschaftlers bei.

#### Die Wirklichkeit der Hebräer

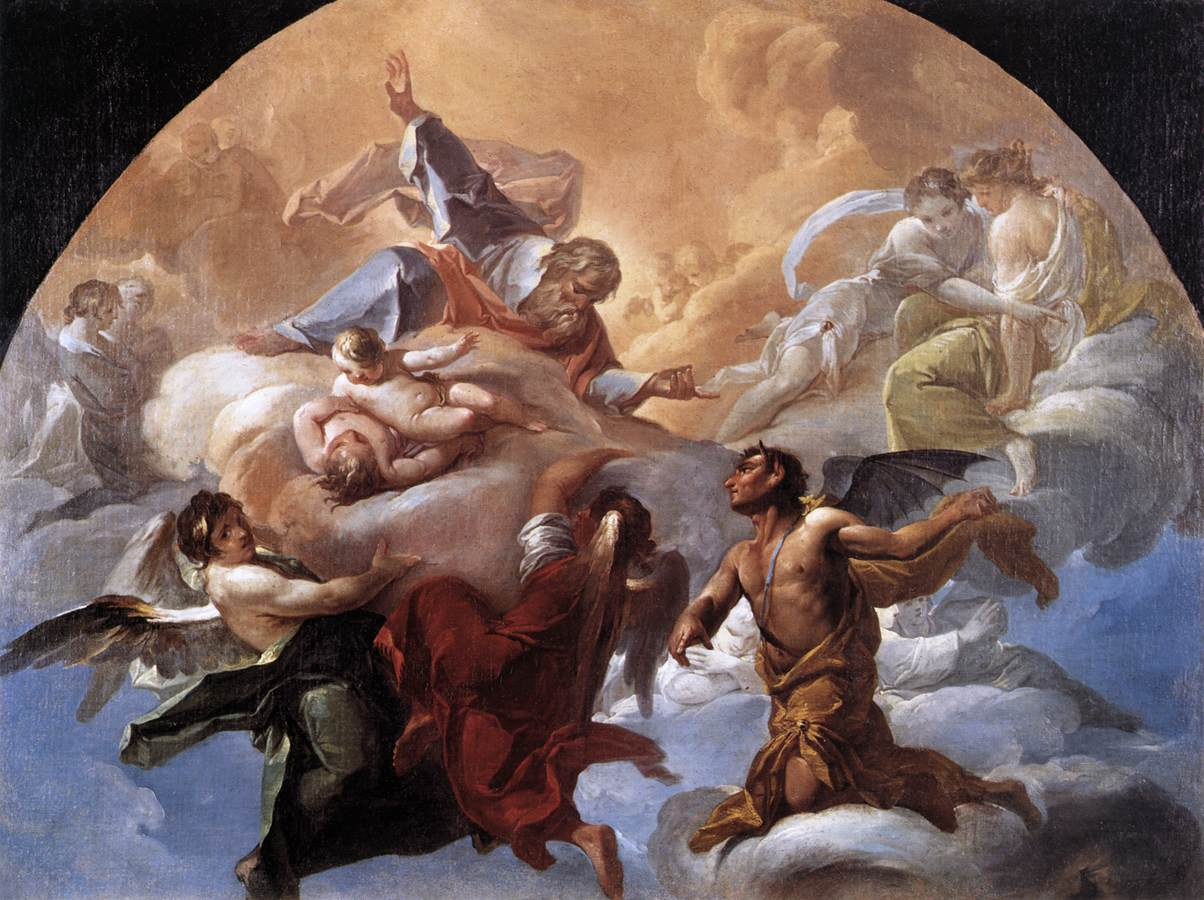
Satan vor dem Herrn, Gemälde Corrado Giaquintos

Im Prolog zum letzten Band Joseph, der Ernährer lässt er den abgefallenen Engel Samael auftreten, der Gott rät, neben den fruchtbaren Tieren Wesen nach seinem Bilde zu schaffen, in denen Göttlichkeit und Fruchtbarkeit vereint wären, die Geschöpfe, mit denen letztlich „das Böse“ in die Welt kam. Diese Menschen, als „Verleiblichung des Höchsten“, sollen ein „Wahlvolk nach dem Muster der anderen magisch-mächtigen und fleischlich-lebensvollen Volks- und Stammesgottheiten dieser Erde“ sein. Die Vorschläge Samaels sind ironische Übernahmen aus Goldbergs Werk Die Wirklichkeit der Hebräer, einem Buch, das Thomas Mann 1927 gelesen, zunächst bewundert, dann aber angezweifelt hatte.
Goldbergs Interpretation der Tora, nach der es zahlreiche Götter gebe, die Mitglieder des Volkes „für jeden Gott Entfaltungsmöglichkeiten“ seien und das Volk „Instrument der göttlichen Macht“, über die der Gott den Abstieg in die Materie vollziehe, läuft auf eine Monolatrie hinaus. Die Erde erscheint als Bühne göttlicher Machtspiele, die Götter selbst sind biologische Energieeinheiten. Hinter dem Vorschlag Satans, Gott möge sich Israel als Wahlvolk nach dem Vorbild anderer Stammesgottheiten auf der Erde ausbilden, verbirgt sich die Metaphysik Goldbergs – in verteufelter Form.
Thomas Mann ergänzte das Gedankengut Goldbergs mit Elementen der Freudschen Psychoanalyse und Triebtheorie. Während bei Goldberg vom ursprünglichen Stammesgott Ur-Elohim gesprochen wird, tritt im Roman der rücksichtslose Wüstengott Jahu in Erscheinung. In dem Kampf gegen den „Kobold“, der mehr dämonische als göttliche Züge trägt, zeigt sich der seelische Widerstand gegen verborgene Mächte unbewusster Triebhaftigkeit. Diese Auseinandersetzung veranschaulicht den läuternden Prozess der Gesittung, widerstreitende Naturgewalten und die Kräfte des Es zu zügeln. Für Samael, der Gott zu seinem waghalsigen Experiment rät und sich schon auf die unweigerlich folgenden Enttäuschungen und Bitternisse freut, ist das hebräische Volk nicht sonderlich geeignet, um Macht und Ruhm zu erwerben, mit ihm sei nicht „viel Staat zu machen“. Mit diesem Wortspiel verweist Thomas Mann auf eine Äußerung Goethes, der sich indes eher auf die politischen Fähigkeiten der Hebräer bezog, während der Satan Thomas Manns auch weitere Ungeschicklichkeiten meint, welche die Verbindung Gottes mit seinem Volk erschweren.
Für Goldberg beschreibt der Mythos eine wechselseitige Abhängigkeitsbeziehung eines Gottes zu seinem Volk, in dem er wirksam wird und sich entfalten kann, ein Vorgang, der sich auch bei anderen Völkern abspiele. Nach dieser im Grunde polytheistische Auffassung kam es im Verlauf der Geschichte zu einem Sieg des Gottes, dessen Volk sich anderen gegenüber kriegerisch durchsetzen konnte. In der Auseinandersetzung der Völker finde gleichzeitig ein Krieg der Elohim untereinander statt. Jeder Gott versuche, in der „Welt festen Fuß zu fassen“, um sich Entfaltungsmöglichkeiten zu schaffen. Während er sich in einer bestimmten Gruppe verkörpern müsse, sei das Volk seinerseits auf die enge Beziehung zu seinem göttlichen Kraftzentrum angewiesen, um sich entwickeln zu können. Ungewöhnlich ist an Goldbergs Interpretation, wie sehr er die Abhängigkeit eines Gottes von einem Volk betont, das gängige Verhältnis somit umkehrt und sich gegen die tradierte Ergebenheit wendet: „Damit tritt diese Auffassung in Gegensatz zu jeder theologischen Ansicht von Ergebenheit, Demut und Fatalismus. Es handelt sich um die Autonomie des Volkes dem Gott gegenüber.“

#### Nationalsozialistische Judenverfolgung
Christian Hülshörster zeichnet Thomas Manns Goldberg-Lektüre nach, der sich vor allem auf den ersten Teil (Die Grundbegriffe) des Hauptwerkes konzentriert und in seiner Ausgabe viele Stellen unterstrichen hat. So hebt Mann Goldbergs Einschätzung hervor, dass „der Begriff des Gottes nicht mit dem der Menschheit, sondern dem des Volkes auf das engste verknüpft ist“, woran die Überzeugung anschließt, JHWH sei nicht der „einzige Elohim.“ Bei seinem Studium des Goldberg-Textes konzentrierte Thomas Mann sich vor allem auf die Natur der Gottesbeziehung und die negative Einschätzung der Entwicklung als Verfallsgeschichte.
Am 1. Mai 1942 bezeichnete er Die Wirklichkeit der Hebräer als „ausgesprochen faschistisches Buch“.
Im Zusammenhang mit der sich verschärfenden Judenverfolgung Ende 1941 bestätigte Goldbergs Ansatz, die Existenzberechtigung des jüdischen Volkes zu hinterfragen, Thomas Mann negative Einschätzung. Deutlich lassen sich Parallelen zwischen der nationalsozialistischen Vernichtungspolitik und den Thesen finden, die Juden hätten „wegen ihrer Pflichtvergessenheit mit der ‚Ausschaltung‘ zu rechnen.“
So wurde häufig versucht, die Judenverfolgung als Ergebnis der Weltgeschichte, eigenen jüdischen Versagens oder gar der Anstiftung zum Krieg zu rechtfertigen, wie es Adolf Hitler in auffallend drastischer Offenheit in seiner Rede vor dem Reichstag am 30. Januar 1939 tat, indem er von „der Vernichtung der jüdischen Rasse in Europa“ sprach.
Im Januar 1942 wies Thomas Mann in einer seiner Radiosendungen Deutsche Hörer! bereits auf Einzelheiten des Holocaust hin.
Goldberg seinerseits nahm während seiner Jahre im amerikanischen Exil Thomas Mann gegenüber eine feindlich-ablehnende Haltung ein und versuchte, ihn mit Plagiatsvorwürfen zu diskreditieren. Die Wirklichkeit der Hebräer habe Thomas Mann so beeinflusst, „dass er beschloss, zur Bibel zurückzukehren.“ Er sei ein „Kind der flachsten Aufklaerung“, habe sich von seinem Buch nicht lösen können und sei „bestochen und hypnotisiert von der uebergrossen Menge der Einzelheiten“, deren theoretische Grundlage er entstellt habe, „damit sie in sein Weltbild passen.“

### Einordnung, zeitgeschichtliche Bezüge

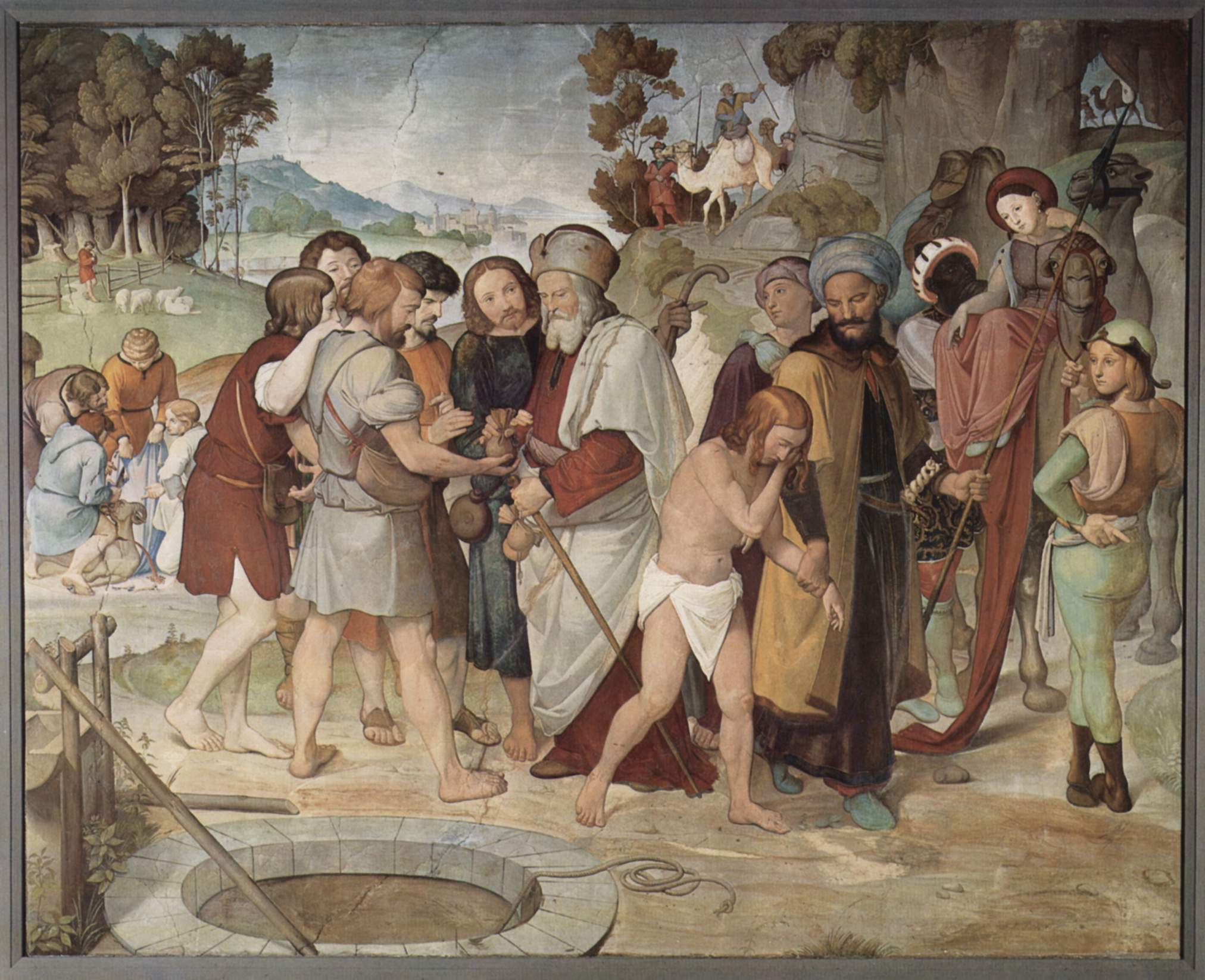
Verkauf Josephs an die ägyptischen Händler,Friedrich Overbeck, Freskenzyklus der Casa Bartholdy, Berlin, Alte Nationalgalerie (1816–17)

Thomas Mann malt einen von zahlreichen Klischees geprägten Materialismus der Hebräer aus. Der Gottesbund, der Wohlstand, Reichtum und Nachkommenschaft fördern soll, erinnert an ein Handelsabkommen. In der dargestellten Entwicklung der Religion zum Tauschhandel zeigen sich zudem Einflüsse von Werner Sombart, nach dem der Bund einer „ausgeklügelten Abwägung“ und einem „Kontokorrent mit Gott“ gleiche, einem Vertrag, der die Beziehungen zwischen JHWH und Israel regelt.
Es fällt auf, dass der Roman die Tricks und Schlichen der Hebräer grell beleuchtet, die dabei bisweilen lustig wie in einem Schelmenroman wirken. Während die biblische Vorlage nur vorsichtig andeutet und Personen oder Taten nicht beurteilt, malen Thomas Manns Paraphrasierungen die verwerflichen Seiten plastisch aus.
Überblickt man die vorgestellten Patriarchen, erscheint einzig Abraham als strahlend-reine Gestalt, während die anderen menschlich-allzumenschliche Züge tragen, eine bis in die äußere Zeichnung der Figuren erkennbare Tendenz. So fallen Jaakobs theatralisch-sentimentale Gesten, sein hochtrabend-pathetisches Gerede ebenso auf wie Josephs Sinn für das Weltlich-Staatliche, ja Pomphafte und seine redselig-geläufige Zunge. Während der strebsame junge Mann von berückender Schönheit ist, fallen Esau mit seinen „spitzen Ohren“ sowie der „platt auf der nackten Oberlippe liegenden Nase“ oder Ruben mit seinem stumpfen Profil auf. Auch Jaakobs fragwürdige Seiten werden breit ausgemalt, so sein heuchlerischer Umgang mit Esau, seine Unfähigkeit, die brutalen Ausschreitungen seiner Söhne zu verhindern, und seine Feigheit Eliphas gegenüber.
Der Widerspruch zwischen dem strahlenden Bild vom Volk des Geistes auf der einen, dem Verhalten der Hebräer auf der anderen Seite führt zu unterschiedlichen Deutungsmustern. Thomas Mann selbst zog eine Parallele zu seinen Buddenbrooks, indem es auch in seiner Joseph-Tetralogie um Verfall gehe, einen Verfeinerungsprozess nicht auf bürgerlicher, sondern „menschheitlicher Ebene“. Jacques Darmaun versucht, den Gegensatz dialektisch zu erklären. Thomas Mann begreife Gott in seiner Entwicklung, er sei „schließlich nicht immer gewesen, der er war“, und die gewalttätigen Bräuche Jahus erscheinen als Relikte früherer Zustände des fleischgewordenen Gottes.

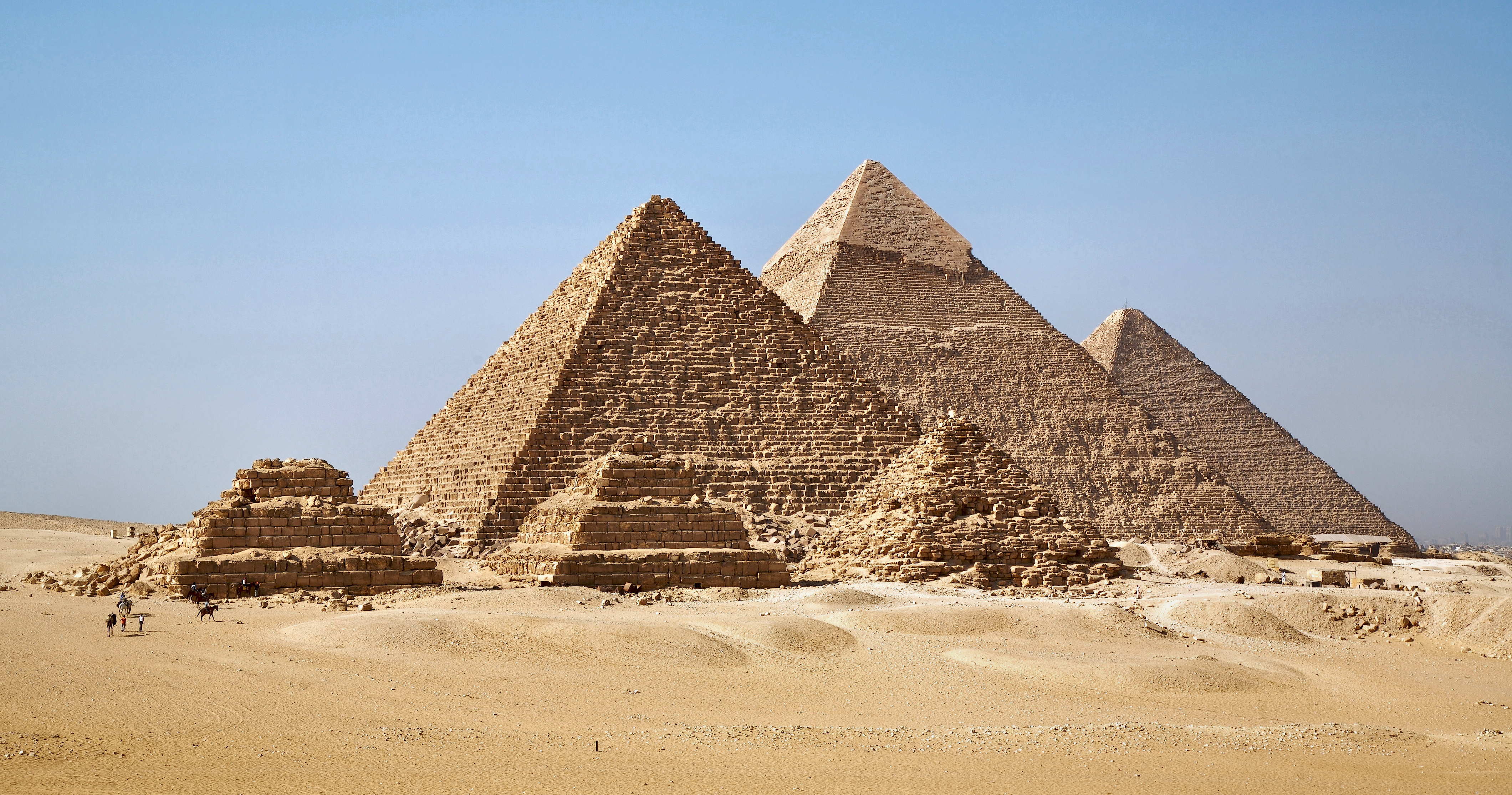
Pyramiden von Gizeh

Der Roman lässt zudem deutliche Bezüge zur Gegenwart erkennen, vor allem zur Entwicklung Deutschlands. Dies gilt besonders für den Aufenthalt Josephs in Ägypten, das in seiner Verbindung von Brutalität und Empfindlichkeit ein Bild Deutschlands auch während der Zeit des Nationalsozialismus ist. Geringschätzig und verächtlich blickt es auf das menschliche Leben, das für den Bau der Pyramiden verbraucht wird. So ist dieses Ägypten das paradox beleuchtete Sinnbild einer Hochkultur, die zwar Gipfel kultivierter Verfeinerung erreicht hat, aber nicht darüber hinwegtäuschen kann, dass sie von innen ausgehöhlt wird. Der feinfühlige Echnaton etwa, welcher der sanften Aton-Religion anhängt, flüchtet in eine geistige Sphäre und nimmt die feindseligen Mächte nicht wahr, denen er ausgeliefert ist. Das so geschilderte Ägypten ist vom Todeskult einer erstarrten Gesellschaft geprägt und erschöpft sich, indem es das Alte nur kraftlos wiederholt. So kann es – wie Gustav von Aschenbach aus dem Tod in Venedig – buchstäblich in den Abgrund stürzen. Um wieder fruchtbar zu werden, Engstirnigkeit und Antisemitismus zu überwinden, muss sich Ägypten – und damit Deutschland – für den Geist öffnen. Dieser Einfluss durch die jüdische Kultur soll für Deutschland dem entsprechen, was Joseph für Ägypten darstellt, eine geistig-kulturelle Bereicherung auf dem Weg zur Humanität.
Mag in dem Menschheitsepos das jüdische Leitmotiv auch eine enorme Tragweite und komplexe Tiefenwirkung entfalten, wurde doch kritisiert, dass Thomas Mann ausgerechnet die Hebräer einsetzte, um auf die Gefahr des völkischen Hochmuts gerade in der Phase des aggressiv sich steigernden Antisemitismus aufmerksam zu machen. Wie Jacques Darmaun feststellt, trug Thomas Mann während des Schreibens selbst die „jüdische Maske“, indem er die „schelmische Intelligenz der Hebräer“ gegen die „germanische Schwerfälligkeit“ richtete, Jaakob als eine Gegenfigur Siegfrieds verstand und dem Wahn und Chthonismus die Gestalt Josephs entgegenhielt, der weiß, dass „die Vernunft mit Seele und die Seele mit Vernunft zu erfüllen“ sind.

## Die jüdische Psychoanalyse

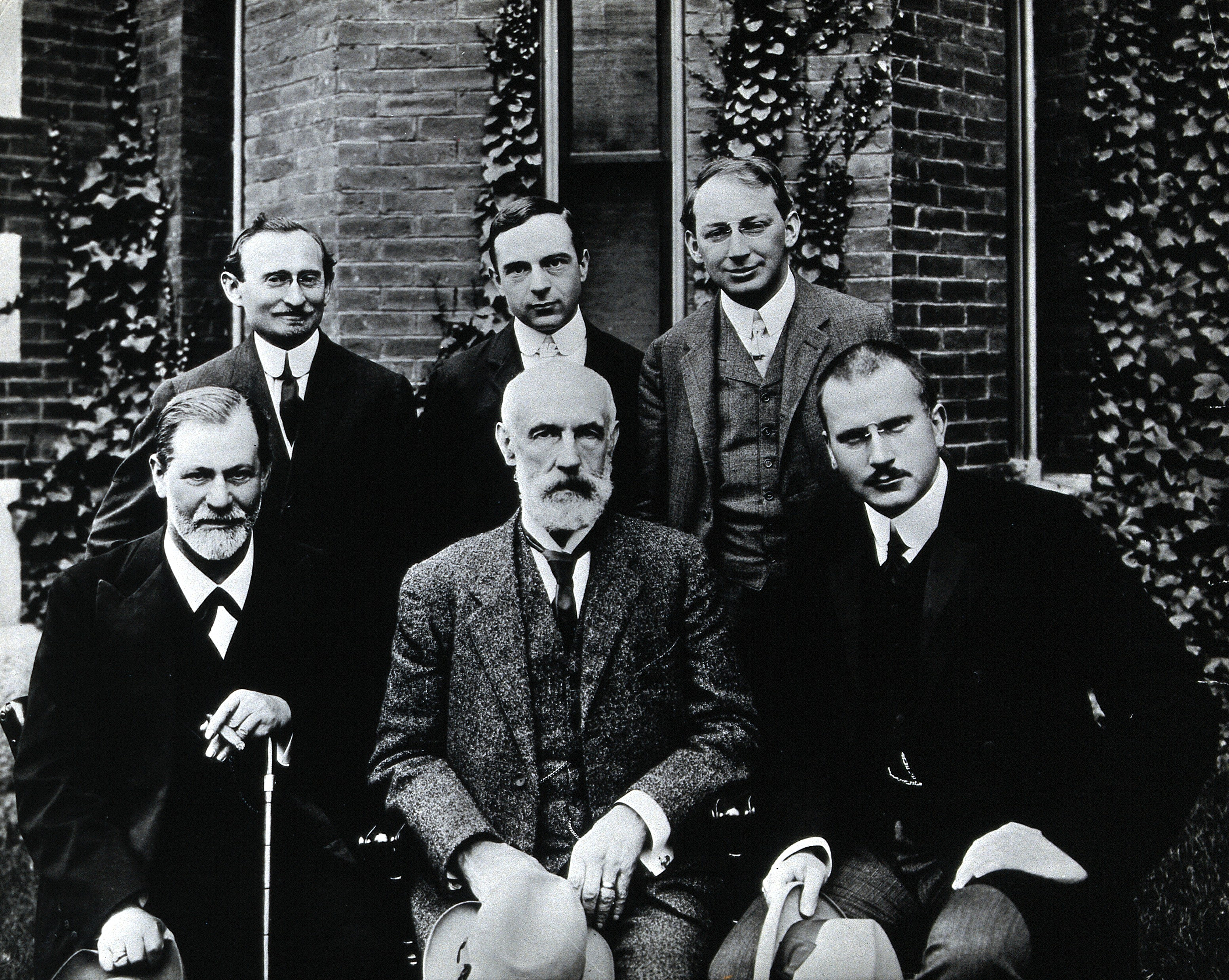
Gruppenfoto vor der Clark University, 1909. Vorne: Sigmund Freud, Granville Stanley Hall und C. G. Jung. Hinten: Abraham Arden Brill, Ernest Jones und Sandor Ferenczi.

Wie andere Schriftsteller erkannte auch Thomas Mann die Bedeutung der Psychoanalyse Sigmund Freuds und konnte sie für sein Werk in vielfältiger Weise nutzen. Bei der psychoanalytischen Deutung vieler seiner Werke war die sublimierte Homoerotik nicht das einzige, wohl aber ein äußerst wichtiges und erzähldynamisch dankbares Motiv.
Manfred Dierks untersucht das Verhältnis Manns zur jüdischen Psychoanalyse und geht hierbei auch auf den Renegaten Carl Gustav Jung und Äußerungen ein, die als antisemitisch eingestuft wurden.

### Entwicklung
Viele Mitarbeiter Freuds wie Josef Breuer, Hanns Sachs, Karl Abraham und Sabina Spielrein waren Juden und hofften auf eine vorurteilsfreie Wissenschaft, was in einer Stadt wie Wien, die durch eine antisemitische Grundstimmung geprägt war, von großer Bedeutung schien. Den Mitarbeitern war ihre Oppositions- und Außenseiterrolle nicht fremd; sie stärkte den inneren Zusammenhalt und half, eine neue Idee durchzusetzen.
Freud ging in dieser Haltung noch weiter und überspielte sogar Differenzen, die es mit C. G Jung gab. Als begabter Redner und profunder Theoretiker konnte der Schweizer sich auf internationalen Kongressen erfolgreich für die Psychoanalyse einsetzen und schien bald einer ihrer wichtigsten Vertreter zu sein, bis es 1912 zur Trennung kam.
Bereits im Mai 1908 musste Freud den Mitarbeiter Karl Abraham beruhigen, der unorthodoxe Ansichten Jungs moniert hatte. Freud warb um Verständnis und bat Abraham, tolerant zu sein und nicht zu übersehen, dass er es eigentlich leichter als Jung habe, sei er doch unabhängig und stehe Freuds „intellektuelle(r) Konstitution durch Rasseverwandtschaft näher“, während Jung „als Christ und Pastorssohn nur gegen grosse innere Widerstände den Weg“ zu ihm finde. Aus diesem Grunde sei Jungs Beitrag in der psychoanalytischen Bewegung nur umso wertvoller, und man könne fast sagen „dass erst sein Auftreten die Psychoanalyse der Gefahr entzogen hat, eine jüdisch nationale Angelegenheit zu werden.“
Das psychologisch geprägte Frühwerk Manns entstand während der Entwicklung der Freud’schen Lehre. Die Novelle Der kleine Herr Friedemann und die 1895 von Freud und Breuer geschriebenen Studien über Hysterie erzählen laut Manfred Dierks gewissermaßen dieselbe Geschichte – die der abgewehrten Sexualität und der bedrohlichen Wiederkehr des Verdrängten. Verdrängt die Patientin Miss Lucy R. die Liebe zu ihrem Dienstherrn, die dann als körperliches Symptom zurückkehrt, unterdrückt der missgestaltete Herr Friedemann sein Bedürfnis nach menschlicher Liebe, indem er sich in seine Kunst- und Bücherwelt zurückzieht, bis es in Form der üppigen Frau von Rinnlingen mit tödlicher Gewalt zurückkehrt: Er verwirft seine ästhetische Existenz und ertränkt sich in narzisstischer Aggression gegen sich selbst.
Trotz dieser Parallelen lässt sich eine direkte Auseinandersetzung mit Freud erst über zehn Jahre später nachweisen: Im Zusammenhang mit seiner Novelle Der Tod in Venedig las er 1911 Texte Freuds, die sich mit der Verdrängungsproblematik befassten. Nach Auffassung von Manfred Dierks half ihm die Lektüre dabei, eine eigene quälende Fragestellung zu klären und könnte sogar zu einer Selbstanalyse geführt haben.
Im Umfeld des Romans Der Zauberberg vertiefte er sich um 1919 erneut in das Werk Freuds und brachte Hans Castorp über das Symbol des entliehenen Bleistifts mit gleichsam psychoanalytischen Erinnerungsschritten seiner vergessenen Jugendliebe Přibislav Hippe näher, eine Figur, die auf Williram Timpe aus Thomas Manns Schulzeit zurückgeht.
Spätestens 1926 war Freuds Gedankengebäude für ihn von zentraler Bedeutung, was sich in seiner Joseph-Tetralogie zeigen lässt, etwa in den verdrängten Trieben der verzweifelten Frau Potifars.

### Freud und die Zukunft
In seiner wohl im Frühsommer 1925 verfassten Miszelle Mein Verhältnis zur Psychoanalyse wies Thomas Mann auf die Bedeutung der Psychoanalyse hin, deren Wesen „melancholische Erkenntnis“ sei und bezeichnete sie als „merkwürdiges Gewächs wissenschaftlich-zivilisatorischen Geistes“.
1929 erschien der weit umfangreichere Essay Die Stellung Freuds in der modernen Geistesgeschichte als Einleitung des ersten Heftes der Zeitschrift Die psychoanalytische Bewegung und wurde auf Einladung des „Clubs demokratischer Studenten“ am 16. Mai 1929 im Auditorium maximum der Universität München als Vortrag gehalten.
In seiner Festrede Freud und die Zukunft griff er auf Teile dieses Essays zurück, sprach Friedrich Nietzsche an und arbeitete die Bedeutung der Metaphysik Arthur Schopenhauers für die Entwicklung der Triebtheorie heraus. Die Lehre Freuds sei in seine Joseph-Romane eingegangen, mit denen er eine Psychologie des Gottesbundes habe geben wollen.
Für Manfred Dierks ist Freud und die Zukunft zwar einer der „eindrucksvollsten Vorträge“ Thomas Manns, entfernt sich allerdings vom aufklärerischen Wesen der Psychoanalyse, indem er sie in die metaphysischen Gefilde Schopenhauers führt. Ihm sei zudem der Fauxpas unterlaufen, ausgerechnet C. G. Jung zu bemühen, um dem Vater der Psychoanalyse den angeblich mystischen Kern seiner eigenen Lehre zu erklären. Diese Fehlleistung wiege umso schwerer, als Jung sich in seinem Aufsatz Zur gegenwärtigen Lage der Psychotherapie gegen die „jüdische Psychoanalyse“ antisemitisch geäußert, jüdische Geltungssucht und Begehrlichkeit sowie den Mangel eigener Kulturformen unterstellt und ein „arisches“ von einem „jüdischen Unbewussten“ unterschieden habe, was Thomas Mann bekannt gewesen sei.
Zwar hatte Freud die Macht des Es herausgearbeitet, dies aber mit der aufklärerischen Hoffnung verbunden, das Unbewusste bewusst zu machen (Wo Es war, soll Ich werden), um den Menschen nicht fatalistisch der Dunkelheit seiner Seelentiefe zu überlassen. Diesen progressiven Gedanken aufnehmend, konnte Thomas Mann die Psychoanalyse in der Auseinandersetzung mit dem Nationalsozialismus nutzen. Seine Ambivalenz zeigte sich in der Neigung zu Jung, der in dem Aufsatz mit der jüdischen Psychoanalyse abgerechnet und mit Bewertungen wie „Geltungssucht“, „Kulturmangel“ und „seelenlosem Rationalismus“ die von den Nationalsozialisten propagierten Klischees bedient hatte.

## Darstellung jüdischer Charaktere
Einige Beschreibungen, die nahezu leitmotivisch bestimmte jüdische Figuren begleiten, erweisen sich aus heutiger Perspektive und nach Forschungsansätzen über literarischen Antisemitismus als problematisch.
Die judenfeindlichen Stereotype können hierbei drei Kategorien zugeordnet werden: körperlichen, geistigen und sozialen.
In Werken wie den Buddenbrooks und Gladius Dei, Wälsungenblut und Tristan vermeidet es Thomas Mann, bestimmte Charaktere explizit als Juden zu bezeichnen; ihr Judentum ergibt sich hier aus dem Kontext stereotyper Zeichnung. Für Yahya Elsaghe soll auf diese Weise das eigentliche Stigma vermieden und verhüllt werden. Der Text appelliere somit an eine bestimmte Leserschaft und fordere diese dazu auf, die stigmatisierende Vokabel selbst in den Text hineinzutragen.
Die schon durch ihre Erscheinung als Außenseiter gezeichneten Gestalten beziehen zum Guten wie Bösen eine Sonderstellung, die teils äußerlich erzwungen, teils internalisiert wurde, was für die Erzählungen wie die Essayistik gilt. Die Juden zeichne etwas aus, was sie „artfremder erscheinen“ lasse „als ihre Nase“. Es sei die „Liebe zum Geist“, die sie zwar nicht „selten zu Führern … der Menschheit gemacht“ habe, „die ihnen aber … die Künstler, die Dichter und Schriftsteller immer zu Schuldnern und Fremden machen wird“.
Vor allem im Frühwerk finden sich zahlreiche Figuren, die von Klischees des bürgerlichen Antisemitismus geprägt sind. Während viele nichtjüdische Gestalten des jungen Schriftstellers häufig dem gehobenen Bürgertum angehören, dem er selbst entstammte und das er so aus eigener Erfahrung kannte, waren ihm jüdische Kreise fremd. Diese Unkenntnis wird als ein Grund betrachtet, dass viele seiner jüdischen Figuren zu schablonenhaften Karikaturen und Zerrbildern tendieren, zu reichen Emporkömmlingen, Händlern und Geschäftsleuten.
Das entweder unscheinbare oder exotisch-orientalische, zur Hässlichkeit tendierende Aussehen der männlichen Charaktere fällt dabei ebenso auf wie die häufig unschönen, ordinär diamantgeschmückten Frauenfiguren. Die mitunter abstoßenden Attribute, die in den Essays zu erkennen sind, lassen sich etwa im Willen zum Glück, dem skandalumwitterten Wälsungenblut und der Kurzgeschichte Gladius Dei finden.
Neben der Gattin Baron von Steins sind es „negative“ Charaktere wie Leo Naphta aus dem Zauberberg sowie der jüdische Nationalsozialist Chaim Breisacher oder der den Mädchen in die Wange zwickende Musikimpresario Saul Fitelberg aus dem Doktor Faustus, die das Kabinett fragwürdiger jüdischer Gestalten ergänzen.
Auf der anderen Seite betont etwa Thomas Klugkist, dass die Arbeit mit Stereotypen zum wichtigsten Handwerkszeug Thomas Manns gehört habe, was nicht nur für die „blonden und blauäugigen“ Figuren seiner frühen Jahre (etwa Inge und Hans Hansen im Tonio Kröger), sondern auch für die symbolisch und mythisch überhöhten der folgenden Werke gelte. Neben den satirisch verfremdeten französischen, deutschen und russischen Charakteren hätten augenfällig positiv dargestellte Juden parteiisch gewirkt und somit gegen das Gebot poetischer Gerechtigkeit verstoßen.
Auch Wolfgang Schneider weist in diesem Zusammenhang darauf hin, dass Thomas Mann gerade in seinen frühen Werken die Nebenfiguren in der Regel als Karikaturen gestaltete und dabei, gleich ob es sich um Berufsbilder, gesellschaftliche Klassen oder Nationalitäten handelte, stereotype Darstellungen ganz bewusst gewählt habe. Gerade dieser Typisierung sei die Plastizität der Gestalten zu verdanken. So führe es zu verzerrten Einschätzungen, die Darstellung jüdischer Charaktere zu isolieren und die erzähltechnischen Erfordernisse plastischer Charakterzeichnung zu vernachlässigen. Andere nicht jüdische Charaktere wie Christian oder Tony Buddenbrook würden in diesem Sinne ebenfalls „diskreditiert“. Der Gegenspieler Detlev Spinells Klöterjahn sei ein dröhnend bornierter Kaufmann, der noch lächerlicher wirke als der jüdische Schriftsteller.
Hermann Kurzke räumt zunächst ein, dass jüdische Charaktere in vielen größeren Werken Manns vorkommen und häufig bestimmte geistige und körperliche Merkmale tragen, als wollte er ein Klischee bedienen.
Die Worte des jüdischen Arztes Dr. Sammet aus dem Roman Königliche Hoheit, der „Ausgezeichnete“ werde guttun, „in der Auszeichnung das Wesentliche zu sehen und jedenfalls eine außerordentliche Verpflichtung daraus abzuleiten“ spiegeln seiner Auffassung nach Thomas Manns eigene Position wider, der sich gerade als Künstler mit dem Judentum verbunden fühle, wie er es vergleichbar auch in dem Essay formuliert hatte. Gerade der Künstler sei „geneigt …, in all denen seine Brüder zu sehen, von welchen das Volk betonen zu müssen glaubt, daß es ‚schließlich – auch‘ Menschen sind. Um dieser Verwandtschaft willen wird er sie lieben…“
Letztlich beruhe der Versuch, Thomas Mann eines unterschwelligen Antisemitismus zu „bezichtigen“, indes auf einer eher fragmentarischen Auswahl bestimmter Stellen seines Werkes, problematischer Tagebuchanmerkungen und „missverständlicher“ Wendungen in seinen theoretischen Schriften. Diese Herangehensweise berücksichtige weder seine philosemitischen Äußerungen, noch seine Entscheidung, in eine jüdische Familie hineinzuheiraten. Die Anstößigkeit fragwürdiger Formulierungen (wie in seinem Essay) sei einem Sprachgefühl zu verdanken, das „erst nach Auschwitz entstanden“ sei. Der heutige Leser assoziiere mit dem (nicht von Thomas Mann stammenden) Titel „Die Lösung der Judenfrage“ notwendigerweise die „Endlösung der Judenfrage“ und die Wannseekonferenz, während diese Fragestellungen damals von vielen diskutiert worden seien. Die drei gemachten Antwortvorschläge, die über „Assimilation“ bis zur Errichtung eines eigenständigen jüdischen Staates in Palästina gingen, seien ebenso wenig antisemitischer Natur wie Manns Antwort einer weiteren Europäisierung des Judentums.
Nach Auffassung Wolfgang Schneiders verflüchtigt sich das Problem in der Darstellung Kurzkes „ins Philosophische“. Man spüre, dass er Thomas Mann als Philosemiten beschreiben wolle.

### Der Wille zum Glück
In dieser frühen Erzählung greift Thomas Mann einige überkommene Versatzstücke auf, ein beliebtes Material, das er auch in anderen Werken dieser Zeit verwendet und nach literarischen Zwecken formt. Die Stereotype werden dabei zwar nicht um ihrer selbst willen aggressiv ausgebreitet, allerdings auch nicht in Frage gestellt. Physiognomisch sind die Gestalten ähnlich gezeichnet, in der Regel klein und unansehnlich, untersetzt und stämmig, mit schwarzen Augen, wulstigen Lippen und auffallender Nase. Die Frauen, wenn sie nicht mehr jung und von verführerischer Schönheit sind, sind häufig nicht nur unscheinbar, sondern hässlich. Die zur Schau gestellte Pracht und der auffallende Schmuck zeugen vom Hang zum Geld, der bisweilen sogar ohne Umschweife genannt wird.
So ist Baron von Stein Börsenspekulant und erregt als Parvenü unmittelbar Verdacht. Im weiteren Verlauf wird sein Strebertum als das eines getauften Juden geschildert, der des Aufstiegs wegen seine Herkunft verschleiern will. Seine Frau mit ihren an den Ohren „funkelnden großen Brillanten“ wird als „hässliche kleine Jüdin in einem geschmacklosen grauen Kleid vorgestellt“.
Laut Dieter Borchmeyer erinnert die Darstellung an antisemitische Klischees, findet sich aber in der Literatur auch jüdischer Schriftsteller des 19. Jahrhunderts so häufig, dass man nicht voreilig auf eine antijüdische Haltung Thomas Manns schließen sollte. Die Familie werde ohne Ressentiments und mit Sympathie geschildert. Das jüdische Umfeld trage zeittypische Züge. Als Börsenmakler bewege sich der Vater in einem „jüdischen Berufsfeld“, sei wie andere Juden geadelt worden, gebe dann allerdings das Geschäft für ein vornehmes Dasein als Rentier auf, um sich und die Familie vom antisemitischen Stereotyp des „Börsenjuden“ abzusetzen. Wie die meisten wirtschaftlich aufgestiegenen Juden seiner Zeit bleibe er ein gesellschaftlicher Außenseiter, der alles tun müsse, um nicht aufzufallen.

### Gladius Dei
Ein Beispiel ist die „platt auf der Oberlippe liegende Nase“, mit der Herr Blüthenzweig in ihr beschrieben wird, der, geschäftsorientiert und ohne Verständnis für die Gewissensqualen des Hieronymus, die Käufer beschnüffelt und sich die Hände reibt. Die Darstellung erinnert an die Beschreibung Franz Fehérs, eines Klassenkameraden Thomas Manns, den er in dem zurückgezogenen Essay Zur jüdischen Frage als „Typus, prononciert bis zur Häßlichkeit“ vorstellt, „mit platter Nase und früh dunkelndem Schnurrbartschatten“, dessen „fremdartig schleppende(r) Dialekt“ dem Autor interessanter erscheine als das gewöhnliche Waterkantische. Ephraim Carlebach sei ein quickes, „wenn auch nicht sehr reinliches“ „Rabbinersöhnchen“, „dessen große, kluge, schwarze Augen“ ihn gefreut hätten. Schon der Name sei erfüllt von der „Wüstenpoesie eben jener Stunde, von der seine Besonderheit ausgeschlossen war […] markanter und farbiger […] als Hans und Jürgen“.
Der Gemäldehändler kann als ein Paradebeispiel für klischeebeladene Darstellung betrachtet werden: Seine übertriebene Höflichkeit, sein unterwürfiges Einschmeicheln bei reichen Kunden und seine Körperhaltung, indem er sich den Käufern mit gebückter Haltung nähert. Gegenüber dem unerschrockenen Christen Hieronymus mit dem Savonarola-Profil kommt zudem noch seine Feigheit zum Vorschein, indem er ihn am Ende des erfolglosen Gesprächs nicht selbst hinausbegleitet, sondern von einem klobigen Angestellten vor die Tür setzen lässt.

### Tristan
In dieser bekannten Novelle treten zwei Figuren auf, die als Juden zu erkennen sind: Doktor Leander und Detlev Spinell. Leander ist der Leiter des Sanatoriums Einfried, in das sich der dekadente Schriftsteller Spinell „des Stiles wegen“ einquartiert hat. Leanders Physiognomie wird von einem Bart geprägt, der „hart und kraus ist wie das Roßhaar, mit dem man die Möbel stopft“. Er trägt eine Brille mit „dicken, funkelnden Brillengläsern“ und hat „diesen Aspekt eines Mannes, den die Wissenschaft gekältet, gehärtet und mit einem stillen, nachsichtigen Pessimismus erfüllt hat“.
Wenn nicht die Verbindung des Namens mit dem Doktorat sowie die Gabe, sich das „Vermögen“ der ihm anvertrauten Leidenden anzueignen, ihn als Jude erkennbar machen, so die äußerliche Zeichnung. Die Schilderung des Bartes gleiche dabei der des jüdischen Psychologen Doktor Krokowski aus dem Zauberberg, in dem unschwer Sigmund Freud wiederzuerkennen ist. Für Elsaghe ist dieses Attribut nicht zufällig, da Thomas Mann Edhin Krokowski vermutlich im Projekt des Elenden als Pseudonym für die von ihm verachteten Autoren Theodor Lessing und Alfred Kerr vorgemerkt habe.
Die dickgeschliffenen Gläser waren für zeitgenössische Leser als Zeichen der Degeneration deutbar. Nachdem Max Nordaus Werk Entartung im Erscheinungsjahr des Tristan neu aufgelegt worden war, sei es auch als ein solches Zeichen verstanden worden.
Elsaghe geht so weit, in der Wendung, „Roßhaar, mit dem man die Möbel stopft“ eine „unheimliche Antizipation“ der Verwertbarkeit zu betrachten, auf welche die Körper im Verlauf des Holocaust reduziert werden sollten.

### Wälsungenblut

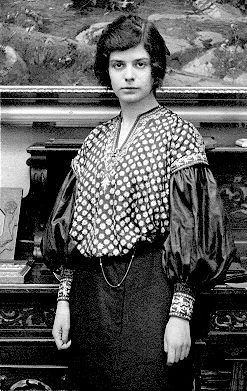
Verlobungsfoto von Katia Pringsheim, 1905

In der Novelle Wälsungenblut, einer scharfen Satire, die mit ihrer Schilderung von dekadentem Snobismus und inzestuösem Rausch einiges Aufsehen erregte, schildert Thomas Mann, angeregt von Eindrücken, die er im Hause Pringsheim empfangen hatte, einen neureichen jüdischen Großbürger, der vermittelst „einer kühnen und klugen Unternehmung, großartiger Machenschaften [...] einen gewaltigen Goldstrom in seine Kasse gelenkt“ habe. Seine „kleine, hässliche Frau“, die eine „Kette von Brillanten“ „auf ihrer eingefallenen Brust“ trägt, war „wie unter einer fremden, heißen Sonne verdorrt“ und früh gealtert.
Die berüchtigte Erzählung gehört mit ihren stereotypen, dem Arsenal des Antisemitismus entstammenden Vorstellungen zu den umstrittensten Werken des Schriftstellers. Thomas Mann war sich ihrer Bedenklichkeit selbst bewusst und nannte sie mitunter seine „Judengeschichte“. Als er mit Vorwürfen konfrontiert wurde, er habe eine antisemitische Novelle geschrieben, zog er sie noch vor der Veröffentlichung in der Neuen Rundschau zurück. Zugleich bestimmte er, dass der letzte Satz in einer künftigen Publikation geändert werde. Statt: „Beganeft haben wir ihn, – den Goy,“ sollte es heißen: „Dankbar soll er uns sein. Er wird ein minder triviales Dasein führen, von nun an.“ Seine Einstellung der Erzählung gegenüber änderte sich grundlegend erst im Exil. Noch 1921, als sie in einem limitierten Privatdruck erschien, zeigte er sich darüber verstimmt, dass er das ursprüngliche Ende mit den jiddischen Ausdrücken nicht wieder eingesetzt hatte, ein Versäumnis, das er in einem Ernst Bertram persönlich gewidmeten Exemplar später nachholte. Als ihm 1936 die Auswirkungen des von ihm lange unterschätzten Antisemitismus bewusst wurden, betonte er, dass seine Novelle keinen Angriff auf das Judentum darstelle.
Nach Auffassung Hermann Kurzkes können das Verhalten und die Zeichnung der jüdischen Zwillinge einer antisemitischen Deutung „wenig Widerstand entgegensetzen.“ Dies werde durch den auktorialen Hinweis auf äußerliche „Merkzeichen seiner Art“ unterstrichen, die während der letzten Worte Siegmunds „sehr scharf auf seinem Gesichte“ hervortraten.
Im weiteren Verlauf beleuchtet Kurzke die Hintergründe des Rückzugs speziell dieser Erzählung und zitiert einen Brief an den Bruder Heinrich, der die ursprüngliche Wendung („Beganeft haben wir ihn, – den goy“) behalten wollte. Die „jüdischen Ausdrücke“ würden stilistisch aus dem Rahmen fallen. Gegenüber Heinrichs Einwand, es sei Kitsch, das Charakteristische der Wohlanständigkeit zu opfern, könne man einwenden, die Kunst sei es gerade, „äußerst charakteristisch zu sein, ohne irgend eine stilistische Empfindlichkeit zu verletzen.“ Das Wort „Beganeft“ durchbreche den Stil, der „jüdische Tonfall“ sei nur gelegentlich angedeutet worden.
Für Kurzke ist dies eine ästhetische und keine antisemitische Argumentation, gehe es Mann doch um stilistische Erwägungen und charakteristische Details. Er habe die Erzählung zurückgezogen, um unnötige Debatten zu vermeiden, nicht weil er sie selbst für antisemitisch gehalten hätte.
Es handelt sich um die einzige Novelle Thomas Manns, die gänzlich in einem jüdischen Umfeld spielt. Schon vor der Veröffentlichung des Werkes wandte er sich gegen das „Gerücht“, er habe eine „heftig antisemitische Novelle geschrieben“ und die Familie seiner Frau kompromittiert. Dieter Borchmeyer verweist auf den Essay Die Lösung der Judenfrage, in dem Thomas Mann sich gegen jede Form des „Rassen-Chauvinismus“ ausgesprochen und betont habe, er sei ein überzeugter Philosemit. Die an der Oberfläche des Textes „hängenbleibenden Interpreten“ hätten nicht bemerkt, dass die zahlreichen antisemitischen Klischees der Erzählung durch den Wagnerschen Subtext konterkariert würden. Yahya Elsaghes Interpretation der Novelle sei ein „Musterbeispiel“ dieses Missverständnisses.
Thomas Mann geht nicht auf Richard Wagners Antisemitismus ein; die Aarenhold-Zwillinge interpretieren Die Walküre nach einem Opernbesuch laut Borchmeyer vielmehr als „anti-antisemitisches“ und antigermanisches Drama. Das Germanische sei durchgehend negativ besetzt.

### Buddenbrooks

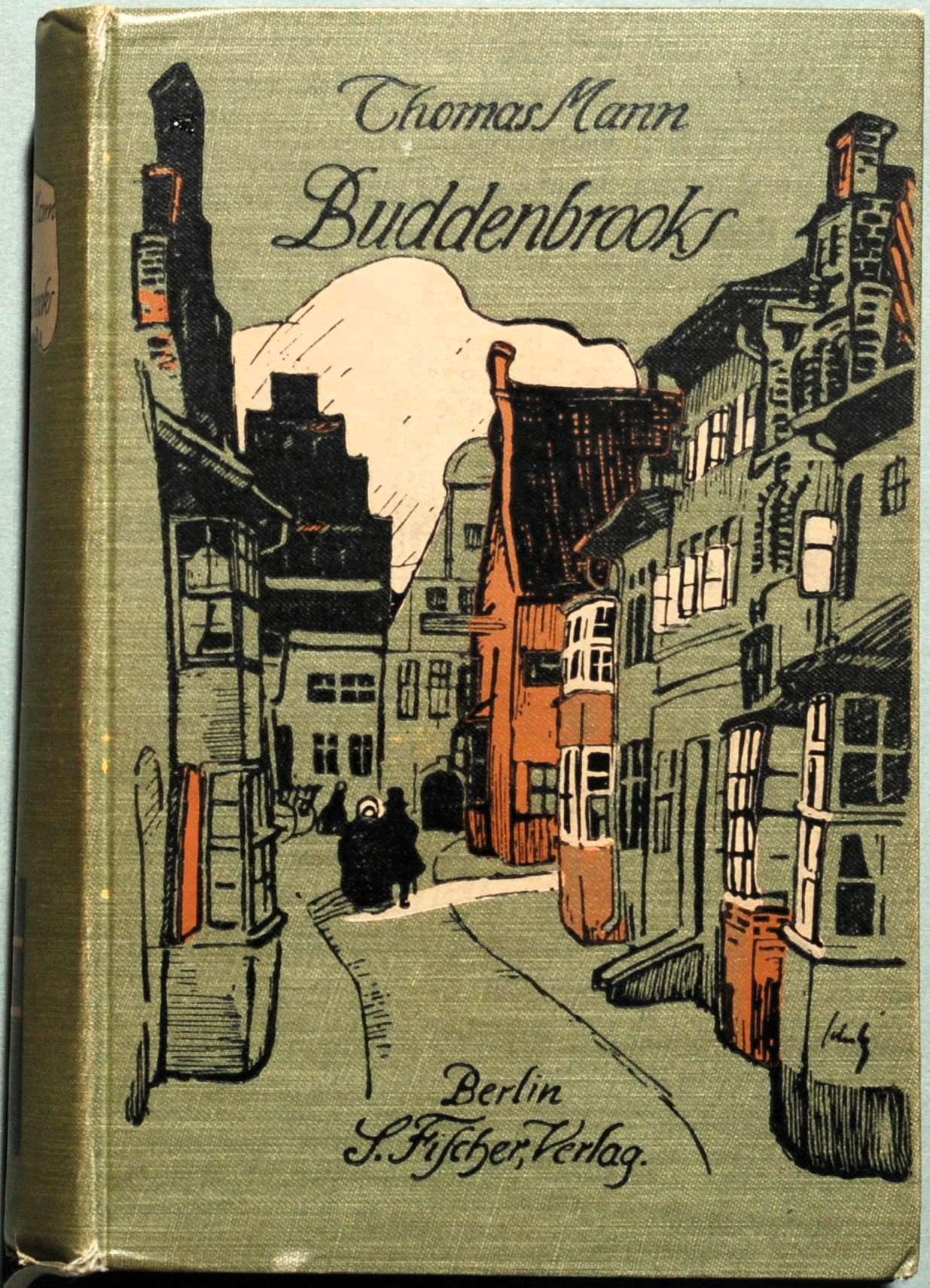
Umschlag von Wilhelm Schulz, 1904

In den Buddenbrooks geht es nicht nur um die Chronik und den Niedergang des titelgebenden Lübecker Patriziergeschlechts, sondern den damit dialektisch verknüpften Aufstieg der Firma Hagenström.
Im Verlauf des Romans kommt es zu etlichen oft peinlichen Begegnungen mit den Buddenbrooks. Die Hagenströms werden dabei leitmotivisch in einer Weise beschrieben, die ihnen das Signum des Fremden und Störenden gibt.
Hinrich Hagenström, der noch nicht lange in der Stadt wohnt, ist Leiter der Firma Strunck & Hagenström und gilt als „nicht sonderlich beliebt“, da er es darauf „abgesehen zu haben [scheint], den Angehörigen der alteingesessenen Familien bei jeder Gelegenheit zu opponieren“. Seine junge Frau ist eine „Dame mit außerordentlich dickem schwarzen Haar und den größten Brillanten der Stadt an den Ohren“.
Ähnlich wie Sieglind Aarenhold im Wälsungenblut hat seine Tochter Julchen „blanke, schwarze Augen“. Ihr Bruder Hermann Hagenström, mit einer „platt auf der Oberlippe“ liegenden Nase, atmet nur durch den Mund und schmatzt deswegen „beständig mit den Lippen“. Tony Buddenbrook, hübsch, mit blonden Haaren, begleitet sie, trotz ihrer Abneigung, auf dem Weg zur Schule, da sie ihre Nachbarin ist und sie ohnehin den gleichen Weg nehmen müssen. Als Tony sich einmal gegen eine Zudringlichkeit Hermanns wehrt und ihm ins Gesicht schlägt, fährt Julchen hinter einem Baum „wie ein schwarzes Teufelchen hervor, warf sich, zischend vor Wut, auf Tony, riß ihr den Hut vom Kopf und zerkratzte ihr die Wangen aufs jämmerlichste…“
Dem wirtschaftlichen Abstieg des Handelshauses Buddenbrooks wird der Aufstieg der Firma Hagenström gegenübergestellt, welche die alteingesessene Traditionsfirma verdrängt. Am Ende ziehen die Hagenströms in das Patrizierhaus der Familie in der Mengstraße ein.
Verkörpert die Firma Buddenbrook die traditionelle Produktionsweise, so das Haus Hagenström die neue und fortschrittliche. Sind die Buddenbrooks Repräsentanten der Tradition, stehen die Hagenströms für die wirtschaftliche Moderne. Dieser Gegensatz erscheint Rolf Thiede notwendig, um die Entwicklung des Verfalls und Aufstiegs nicht nur mit zufälligem Material zu schildern.
Für den wirtschaftlichen Niedergang eines Teils der deutschen Unternehmerschaft in der politischen Kultur des Kaiserreiches, vor allem während der Großen Depression, bedurfte es eines Sündenbocks, für den in aller Regel Juden in Betracht gekommen seien. Der Erfolg antisemitischer Agitation während dieser Krisenzeit sei vor allem darauf zurückzuführen, dass jüdische Unternehmer nicht von traditioneller Wirtschaftsführung gefesselt worden wären und somit prosperieren konnten. Da die antisemitischen Bewegungen Juden mit der „modernen Wirtschaftsweise“ identifizierten, nähmen die Hagenströms eben die von der Agitation erzwungene Position ein.

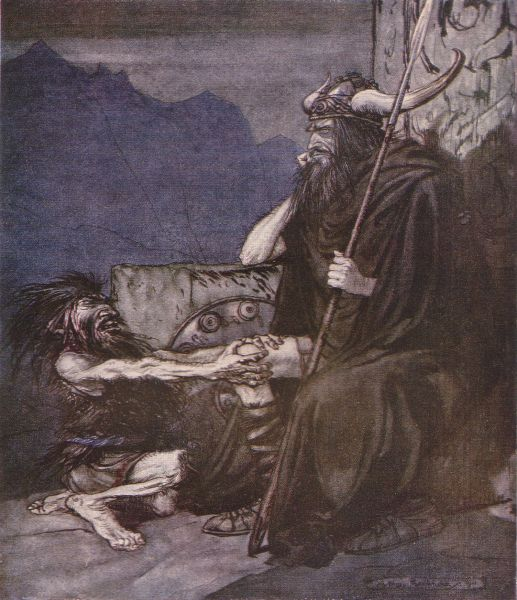
Alberich und Hagen, Ein Bild von Arthur Rackham

Thomas Mann hatte zunächst geplant, der Familie den Namen Cohn zu geben. Nun ist gerade der Name Hagenström für die Interpretation bedeutsam, da er in Verbindung zur Figur Hagen und damit zum Untergangsmotiv der Götterdämmerung steht. Je weiter der Drachentöter Siegfried, der schlichte deutsche Held, zum Urbild des germanischen Menschen wurde, desto dunkler wurde das Bild seines Mörders Hagen, der Inkarnation des Bösen und Fremden, der in der Dichotomie des Antisemiten Richard Wagner die Rolle des Juden übernimmt.
Seinem Vater Alberich, den die schönen Rheintöchter zurückgewiesen und als „schwarzes, schwieliges Schwefelgezwerg“ verspottet hatten, war der Raub des Goldes gelungen. Er entsagte der Liebe und verfluchte später den Ring, den Wotan ihm abgelistet hatte. Diese „Gold raffende“ Figur deutete Theodor W. Adorno in seinem Versuch über Wagner – neben dem geschwätzigen Mime oder dem geistig impotenten Beckmesser – als Judenkarikatur.
Auch Wolfgang Schneider spricht von rassistischen Untertönen, wenn etwa Tony ihren Hass auf das „Geschmeiss“ zum Ausdruck bringt, wendet aber ein, dass sie damit nicht die Meinung des Autors vertrete, zumal jeder Leser wisse, dass Urteil und Auffassungsgabe des naiven Wesens nicht sehr verlässlich seien. Die antisemitischen Motive des Romans seien also mit Vorzeichen von Komik und Ironie versehen. Rolf Thiede und Elsaghe (in seiner Bewertung des Tristan) würden zwar auf übersehene historische Kontexte hinweisen, die der Romane und Erzählungen selbst indes häufiger aus den Augen verlieren. Für den Untergang der Buddenbrooks sei nicht die jüdische Konkurrenz, sondern ihre eigene Verfeinerung und Dekadenz verantwortlich.

### Doktor Faustus

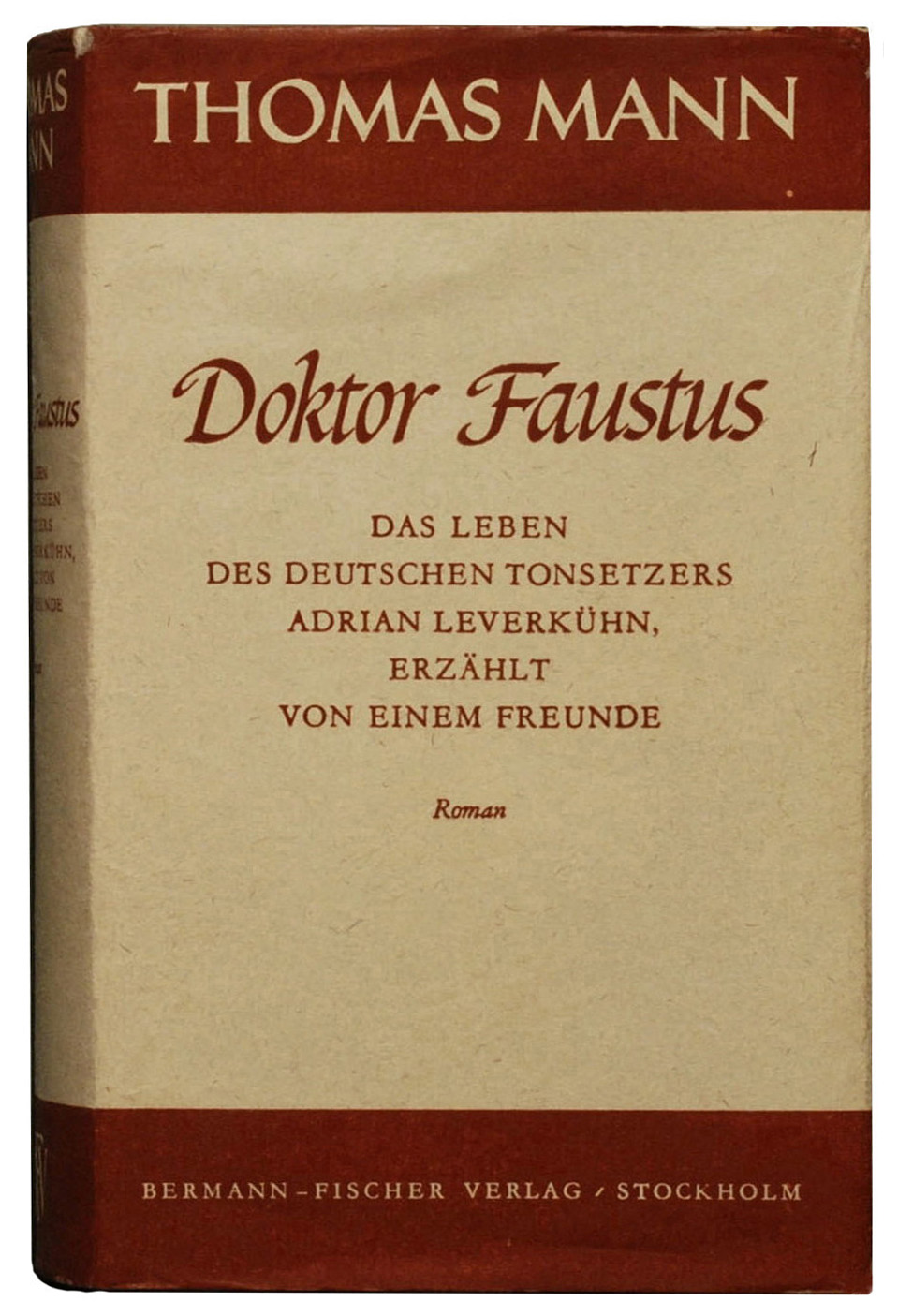
Erstausgabe des Romans Doktor Faustus in Europa, 1947

In seinem späten Zeitroman lässt Thomas Mann den Humanisten Serenus Zeitblom die Geschichte seines Freundes, des tragisch-genialen „deutschen Tonsetzers“ Adrian Leverkühn erzählen. Auf einer zweiten Ebene bezieht sich Zeitblom auf seine Gegenwart und die am Ende dramatisch sich zuspitzende Situation in Deutschland während des Zweiten Weltkrieges und erwähnt dabei immer wieder, wie sehr ihn die Umstände ermüden und von der eigentlichen Darstellung abhalten. Zwar finden sich zahlreiche zeitgeschichtliche Bezüge, so über die Ermordung der Geschwister Scholl, die Euthanasiepolitik, die Aktivitäten der Gestapo und – nach der Niederlage – die Befreiung des Konzentrationslagers Buchenwald. Wie Ruprecht Wimmer bemerkt, wird die nationalsozialistische Judenverfolgung selbst indes nicht dargestellt, was er als „nicht mehr verständliches Manko“ betrachtet. Es komme der Verdacht auf, dass die dargestellte jüdische Thematik im Biographieteil des späten Romans die zwiespältige Haltung des Autors zum Judentum belegen würde, die sich auch in seinem Frühwerk finde.
Der Ich-Erzähler, der mit seinem bezeichnenden Namen Serenus Zeitblom – Blume der Zeit – das deutsche Bildungsbürgertum verkörpert, vermag zwar kluge Juden zu schätzen, äußert aber auch gewisse Antipathien, die er nicht weiter reflektiert. Nur wenig regen ihn die antisemitischen Tiraden Rüdiger Schildknapps auf, die er sich sozialpsychologisch als Ausdruck von Minderwertigkeitskomplexen erklärt. Auf der anderen Seite verurteilt er den nationalsozialistischen Antisemitismus, betont seine positive Haltung gegenüber dem Judentum, entfernt sich vom Regime und ist bereit, am Ende eine Art Kollektivschuld zu tragen. Sein Humanismus ist nicht kämpferisch, sondern ähnelt der inneren Emigration.
Trotz der zurückhaltenden Darstellung deutet der Erzähler das Grauen am Ende an, indem er schildert, wie ein amerikanischer General die Bevölkerung Weimars „vor den Krematorien des dortigen Konzentrationslagers vorbeidefilieren“ lässt und sie für mitschuldig an den „bloßgelegten Greueln“ erklärt. „Mögen sie schauen – ich schaue mit ihnen, ich lasse mich schieben…“
Neben der fragwürdigen Figur des Chaim Breisacher – einer Karikatur Oskar Goldbergs – fallen die Beschreibungen des Impresarios Saul Fitelberg, der Adrian Leverkühn vergeblich vermarkten will, und des Rabbiners Dr. Carlebach auf, der im Hause der Zeitbloms ebenso verkehrt wie ein katholischer Geistlicher, der Rat Zwilling. Dieser sei äußerlich attraktiver, während nach Zeitbloms Eindruck der „kleine und langbärtige Talmudist“ den Pfarrer an „Gelehrsamkeit und religiösem Scharfsinn weit“ übertreffe.
Nach Auffassung Ruprecht Wimmers finden sich hier zwei schon in den Essays erkennbare Stereotype: „Die Überlegenheit des jüdischen Intellekts bei unscheinbarem, wenn nicht häßlichem Äußeren, und der Spürsinn für die künstlerische Leistung“. Die intellektuelle Schärfe lasse sich auch bei dem jüdischen Faschisten, dem Privatgelehrten Breisacher finden, der mit seinen Zügen und Thesen (auch nach Auffassung Theodor W. Adornos und Gershom Scholems) ein Porträt Oskar Goldbergs ist, der die hebräische Mythologie reaktivieren wollte. Der „Verfall des Judentums“ sei selbst verschuldet gewesen, da sich das jüdische Volk nicht für die Metaphysik, sondern für die Technik entschieden habe.
Thomas Klugkist äußert hingegen, dass Breisacher und die anderen jüdischen Figuren des Romans sicher keine Sympathieträger sind, nimmt den Autor vor dem Vorwurf antisemitischer Zeichnung allerdings in Schutz. Thomas Mann habe Deutschland buchstäblich zu einem Charakter gemacht, der auf der weltgeschichtlichen Bühne neben anderen Völkern handele und agiere. Da er sich mit Deutschland identifiziert habe, seien Parallelen zwischen deutscher und jüdischer Kultur hervorgetreten, die es „in sich“ gehabt hätten. In diesem konstruierten Sinne wären beide Völker in mythischer Vorzeit aus dem Kreise der anderen ausgeschlossen worden, um in die Fremde auszuwandern, fortan in der Wüste ein religiös bestimmtes Leben zu führen und auf Rückkehr in die Gesellschaft zu hoffen. In diesen Gefilden hätte sich das Ressentiment des „Ernstes gegen den Salon der Welt“ und damit ein nationaler Erwähltheitsdünkel entwickelt. Auf diese Weise sei die moralische Verbannung der Deutschen fahrlässig auf eine Stufe mit dem Einschluss der Juden ins Ghetto gestellt worden. Dieser Befund wird für Klugkist noch fataler, wenn man im Zyniker Breisacher den raffinierten Wortführer der Reaktion erkennt.
Trotz der Identifikation Thomas Manns mit dem Judentum und seiner Stellungnahmen gegen den „KZ-Antisemitismus“ seien gewisse Klischees allerdings unverkennbar. Mit seinem clownesken Auftreten vor Adrian und dem biederen Literaten Zeitblom, seiner rein rezeptiven Begabung und dem rhetorischen Geschick transportiere Fitelberg die Vorstellung der „alles zur Ware erniedrigende(n) Geschäftstüchtigkeit“, wie Egon Schwarz es in einem Essay über jüdische Gestalten in dem Roman formulierte. Schwarz erkannte auch, dass der Autor an den pittoresken Zügen überkommener Bilder festhielt, und wies auf die nicht ungefährliche Kehrseite des Philosemitismus hin. Dieser beschränke sich bei Mann auf wenige, ihm nahestehende Künstler oder Wissenschaftler, während in der deutschen Welt des Doktor Faustus die Juden nicht Einstein oder Freud, Bruno Walter oder Arthur Schnitzler ähnelten, über die sich Thomas Mann immer wieder lobend geäußert hatte, sondern als „charlatanartige(r) Musikimpresario und … rabulistische(r) Wegbereiter des Faschismus“ auftreten würden.

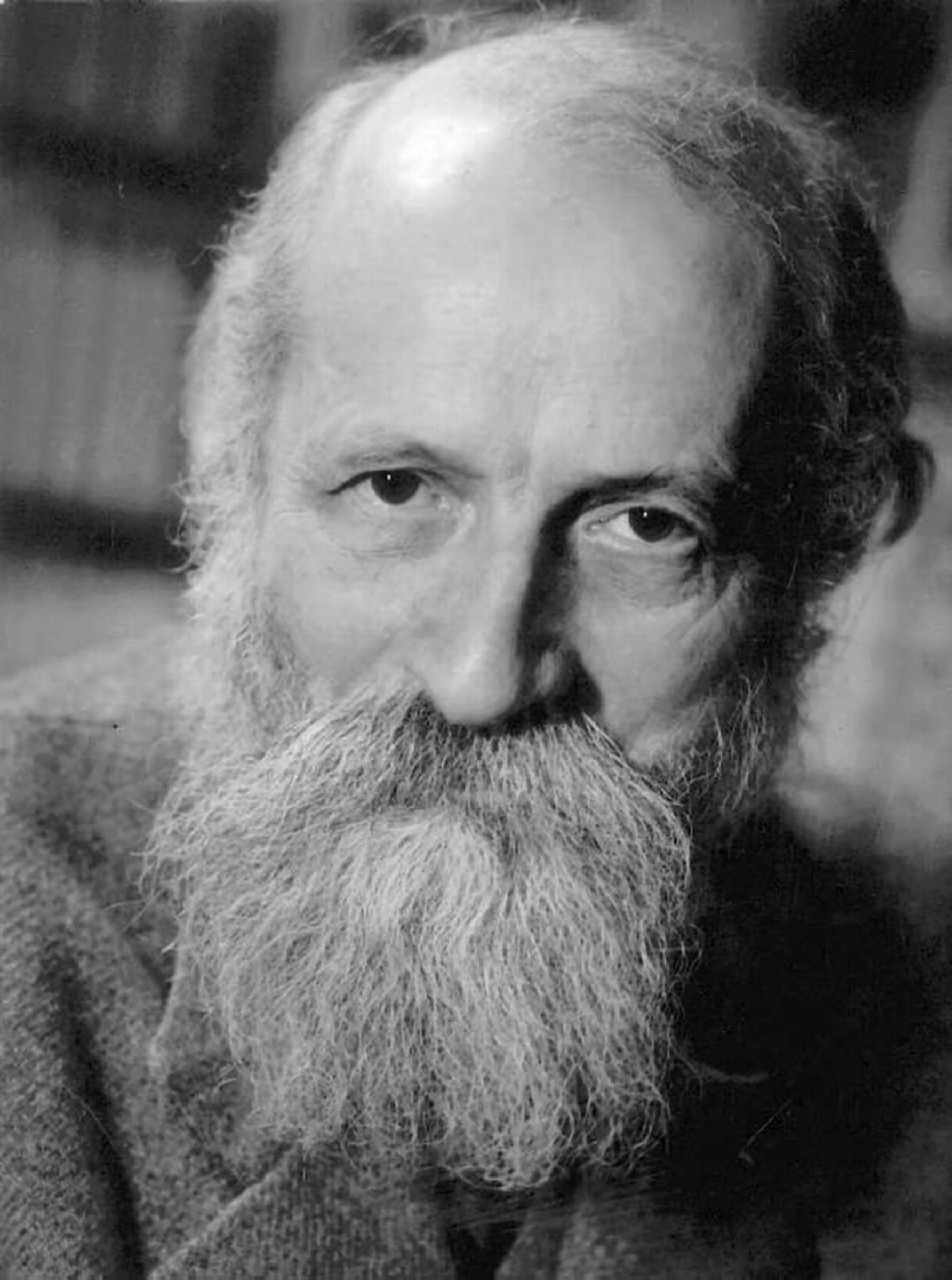
Martin Buber

Klugkist weist auf die von Mann erwähnten Parallelen zwischen jüdischer und deutscher „Urbesonderheit“ hin, die sich durch den mythischen Ausschluss von den anderen entwickelt hätten und auf eine Identität zurückleiten würden, eine Besonderheit, deren psychologische Basis sich in dem frühen Essay Die Lösung der Judenfrage finde und von Fitelberg, dem flüssig plappernden Impresario, in aller Ausführlichkeit erläutert werde: „Sollen wir Juden, die wir ein priesterliches Volk sind, auch wenn wir in Pariser Salons minaudieren, uns nicht zum Deutschtum hingezogen fühlen […] Wir sind international, – aber wir sind pro-deutsch, sind es wie niemand sonst in der Welt, schon weil wir gar nicht umhinkönnen, die Verwandtschaft der Rolle von Deutschtum und Judentum auf Erden wahrzunehmen […] Gleicherweise [...] verhaßt, verachtet, gefürchtet, beneidet, gleichermaßen befremden sie und sind befremdet […] In Wirklichkeit gibt es nur zwei Nationalismen, den deutschen und den jüdischen, und der aller anderen ist ein Kinderspiel dagegen […] die reine Mondänität [...] im Vergleich zur deutschen Einsamkeit – und dem jüdischen Erwähltheitsdünkel.“
Später erkannte Thomas Mann selbst die Gefahr einer antisemitischen Interpretation der beiden jüdischen Figuren des Doktor Faustus und schrieb, er sei sich bewusst, dem „jüdischen Menschentum und seiner so hohen und ernsten Geistigkeit keineswegs gerecht“ geworden zu sein. Er habe es versäumt, „dem Fitelberg und Breisacher durch eine jüdische Figur von Würde (ich denke an den prophetischen Typus Buber) ein Gegengewicht zu geben. Die Gefahr antisemitischer Wirkung“ sei jedenfalls bei einfacheren Lesern nicht gering.